# Matterhorn
Das Matterhorn (italienisch Monte Cervino oder Cervino, französisch Mont Cervin oder Le Cervin, walliserdeutsch Hore oder Horu) ist mit 4478 m ü. M. einer der höchsten Berge der Alpen. Wegen seiner markanten Gestalt und seiner Besteigungsgeschichte ist das Matterhorn einer der bekanntesten Berge der Welt. Für die Schweiz ist es ein Wahrzeichen und eine der meistfotografierten Touristenattraktionen.
Der Berg steht in den Walliser Alpen zwischen Zermatt und Breuil-Cervinia. Ost-, Nord- und Westwand liegen auf schweizerischem, die Südwand auf italienischem Staatsgebiet.
Wissenswertes über das Matterhorn vermittelt das Matterhorn Museum in Zermatt.

## Geschichte des Namens
Im Allgemeinen kamen im Gebirge die Bergspitzen erst spät zu ihren Namen, die daruntergelegenen Passübergänge und Alpen jedoch meist früher. Auf Johannes Schalbetters Karte von 1535 ist das Matterhorn als mons silvius und Augsttalberg beschriftet, in Sebastian Münsters Cosmographia von 1544 heisst der Theodulpass zwischen Aostatal und Mattertal Matterberg. 1581 wurde das Matterhorn erstmals als Mont Cervin bezeichnet. Im Jahr 1682 nannte Anton Lambien das Matterhorn Matter Dioldin h[orn] (Matterhornspitze) zur Abgrenzung vom gleichnamigen Pass, der bis Mitte des 19. Jahrhunderts (beispielsweise auf der Dufourkarte) noch Matterjoch genannt wurde. In der Lokalbevölkerung wird der Berg auch einfach ds Hore («das Horn», Zermatter Dialekt) oder ds Horu («das Horn», Oberwalliser Dialekt) genannt.

## Geologie
Das Matterhorn ist ein Karling, und seine charakteristische Form entstand durch Erosion und Gletscherschliff in den Eiszeiten. Das Matterhorn ist Teil der Dent-Blanche-Decke des Unter-Ostalpins, also eines weit nach Westen auf die penninischen Decken der Westalpen aufgeschobenen Trümmerstücks eines ostalpinen Deckgesteins. Die untere Gesteinsschicht des Matterhorns, die bis zur Höhe der Hörnlihütte reicht, ist penninisch, also westalpin. Das im Vergleich dazu kleine Horn selbst sitzt auf dieser Basis auf und gehört zur Dent-Blanche-Decke, und zwar der untere Teil bis zur «Schulter» zur Arolla-Serie aus Orthogneisen und Metagabbros und der oberste Teil zur Valpelline-Serie aus hochmetamorphen Paragneisen der Dent-Blanche-Decke. Einfach ausgedrückt, besteht das Matterhorn aus zwei verschiedenen, schräg aufeinanderliegenden Gesteinspaketen. Der heutige Matterhorngletscher entstand erst wieder im Pessimum der Völkerwanderungszeit nach dem Optimum der Römerzeit.

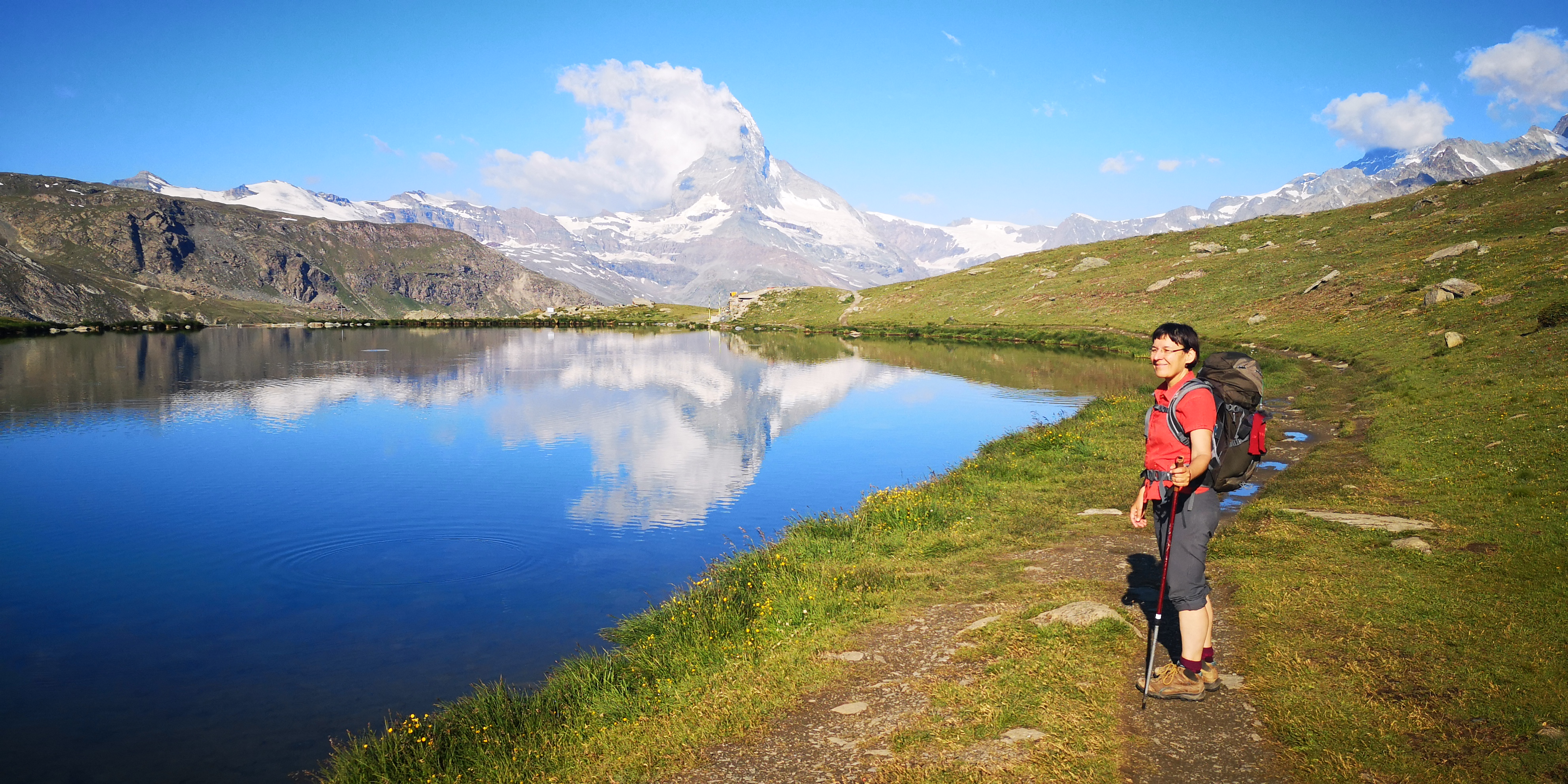
Die «Matterhornwolke»

Eine Besonderheit ist die charakteristische «Matterhorn-Wolke». Sie ist ein herausragendes Beispiel für einen Wolkentyp, den Meteorologen als Bannerwolke bezeichnen: Wie eine mächtige Fahne bildet sich die Wolke auf der windabgewandten Seite (Lee-Seite) des Gipfels als fast ständiger Begleiter des Berges. Die plausibelste Erklärung für ihr Entstehen ist die folgende: Das Matterhorn überragt das umgebende Gebirge wie ein Turm, so dass sich an ihm Leewirbel bilden, die feuchte Luft aus dem Tal nach oben führen, wo es zur Kondensation und Wolkenbildung kommt. Ist das Gipfelniveau erreicht, so wird die Wolke von einem waagerechten Ast des Leewirbels erfasst, der zu der typischen Fahnen-Form führt (Leewirbel-Hypothese).

## Erstbesteigungen

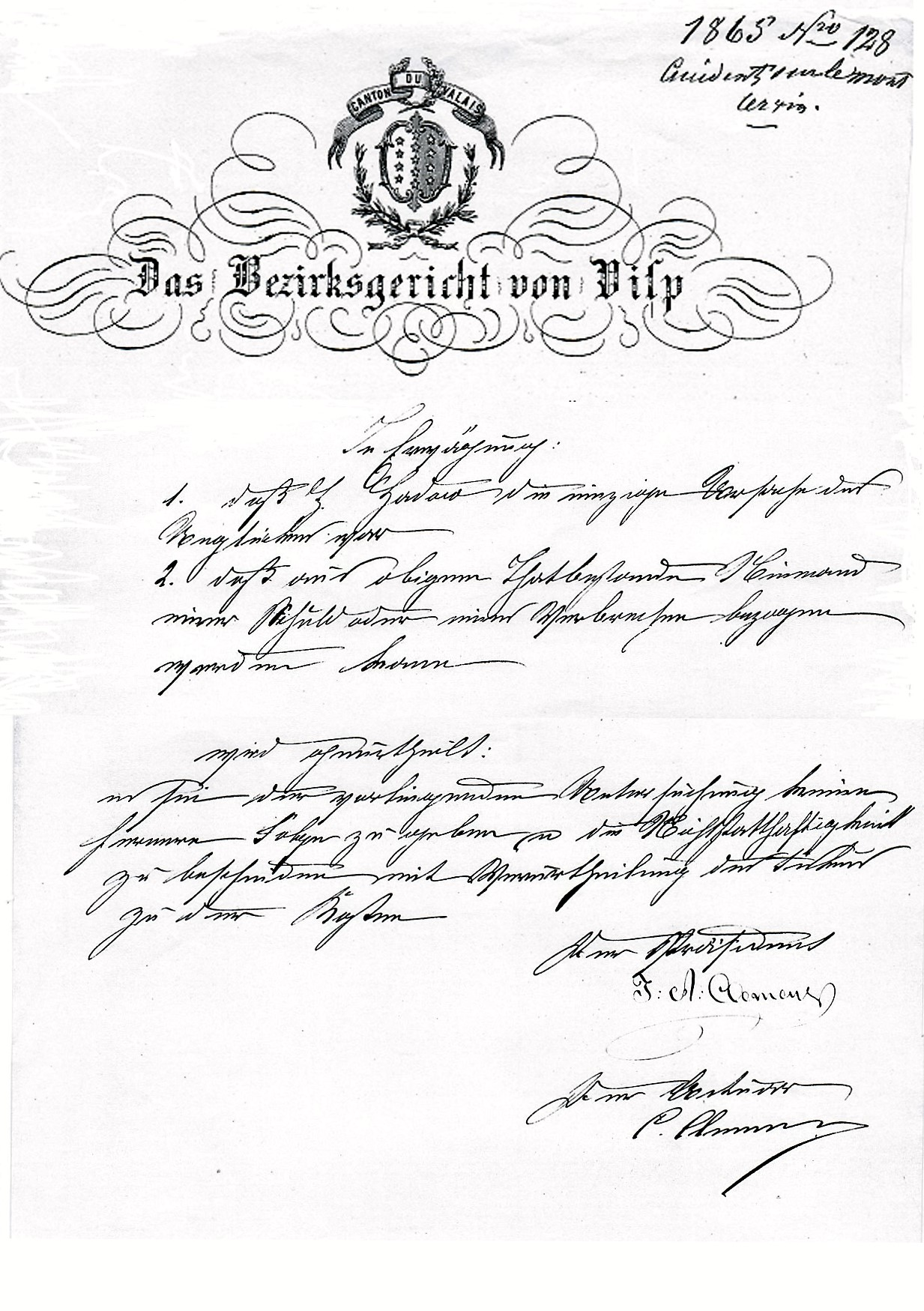
Unfall am Matterhorn 14. Juli 1865, Rechtsgrund und Beschluss des Bezirksgerichts Visp

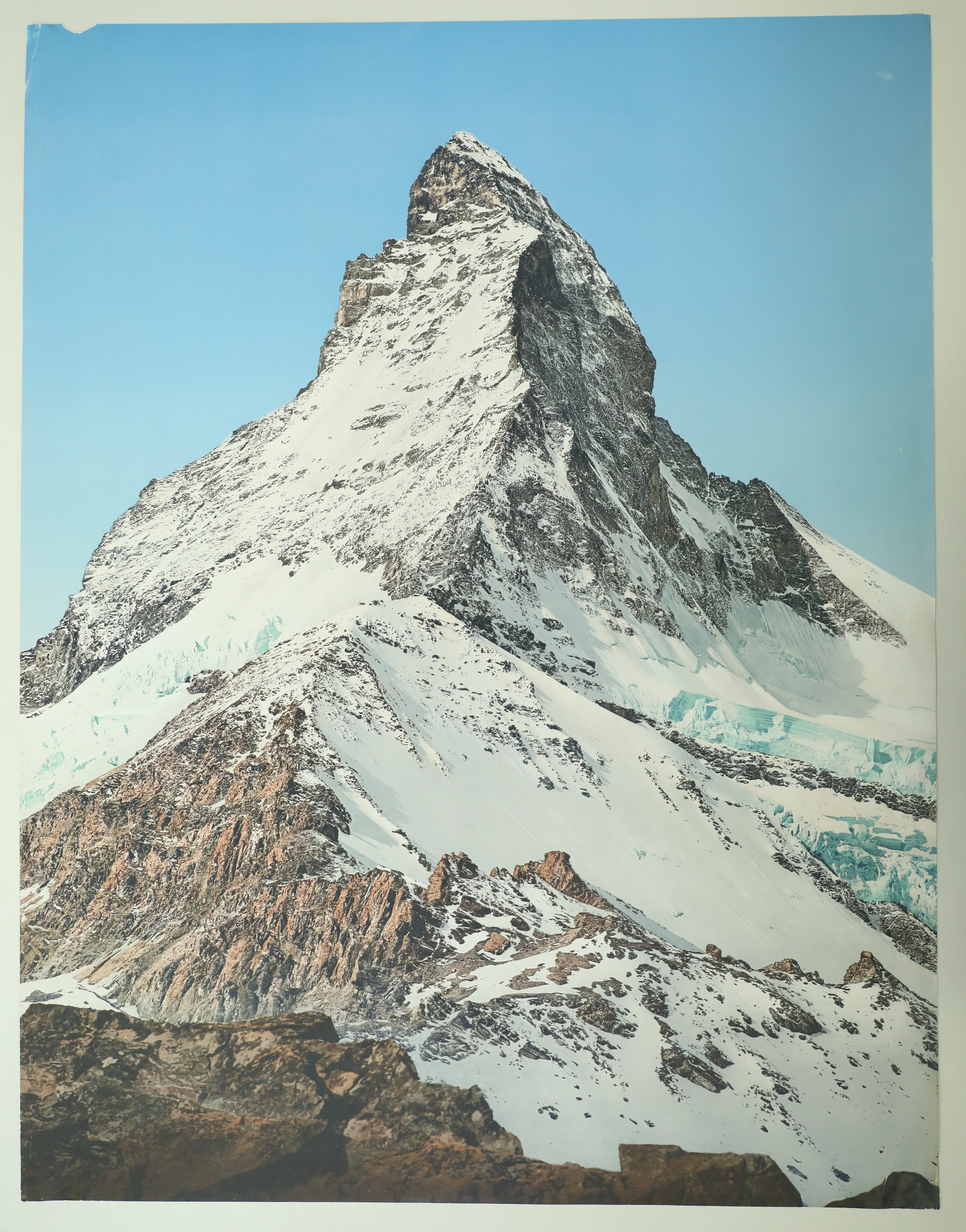
Chromolithographie des Matterhorns um 1900 aus der Zentralbibliothek Zürich

Seit 1857 wurden mehrere erfolglose Versuche unternommen, das Matterhorn zu besteigen, zumeist von der italienischen Seite her. 1862 erstieg John Tyndall mit den Führern Johann Josef Benet, Anton Walter, Jean-Jacques und Jean-Antoine Carrel erstmals die Südwestschulter, den heutigen Pic Tyndall. Die Fortsetzung des Aufstiegs entlang des Liongrates erschien ihnen unmöglich.
Dem Erstbesteiger des Matterhorns, Edward Whymper, erschien der Liongrat weiterhin als nicht machbar. Insgesamt war er bereits sieben Mal gescheitert und überlebte u. a. einen Sturz über 60 Meter. Whymper versuchte daher, seinen Freund Jean-Antoine Carrel zu einer Besteigung von der Zermatter Seite zu überreden. Carrel beharrte darauf, von Italien her aufzusteigen.
Im Juli 1865 erfuhr Whymper zufällig von einem Gastwirt in Breuil-Cervinia, dass Carrel sich – ohne Whymper zu benachrichtigen – wieder zum Liongrat aufgemacht hatte. Whymper fühlte sich getäuscht und eilte nach Zermatt, um dort eine Gruppe für einen sofortigen Versuch über den Hörnligrat zusammenzustellen. Am 14. Juli 1865 gelang der 7er-Seilschaft Whympers die Erstbesteigung. Die Gruppe stieg über den Hörnligrat auf die Schulter; weiter oben, im Bereich der heutigen Fixseile, wich sie in die Nordwand aus. Edward Whymper erreichte als erster den Gipfel, weil er sich vor dem Gipfel vom Seil losschnitt und vorauslief. Ihm folgten der Bergführer Michel Croz (aus Chamonix), Reverend Charles Hudson, Lord Francis Douglas, Douglas Robert Hadow (alle aus England) sowie die Zermatter Bergführer Peter Taugwalder Vater und Peter Taugwalder Sohn. Sie sahen Carrel und seine Gruppe weit unterhalb am Pic Tyndall.
Beim Abstieg der Erstbesteiger stürzten die vorderen vier der Seilschaft (Croz, Hadow, Hudson und Douglas) noch oberhalb der «Schulter» über die Nordwand tödlich ab. Josef Marie Lochmatter brach ab dem 15. Juli 1865 mehrmals mit Rettungsmannschaften auf, um den vier Abgestürzten Erste Hilfe zu leisten. Am 19. Juli barg ein Bergungstrupp die Leichen von Croz, Hadow und Hudson auf dem Matterhorngletscher. Douglas’ Leiche wurde nie gefunden.
Am 17. Juli gelang auch Carrel zusammen mit Jean-Baptiste Bich der Aufstieg über den Liongrat bis zum Gipfel. Sie traversierten vom Nordende der italienischen Schulter durch die oberste Westwand auf den Zmuttgrat (sog. Galleria Carrel) und schlossen die Besteigung über diesen ab. Jean-Augustin Meynet und Amé Gorret, die weiteren Mitglieder der Seilschaft, erreichten nur den Zmuttgrat unterhalb des Gipfels.
Runde Jahrestage der Erstbesteigung des Matterhorns sind feierlich begangen worden. So zeigte das Schweizer Fernsehen zum 100. Jahrestag am 14. Juli 1965 eine internationale Live-Sendung einer Matterhornbesteigung mit Beteiligung von Berg-Reportern der BBC und der RAI. Am 30. Juni 1965 zeigte das Schweizer Fernsehen den eigens produzierten Dokumentarfilm Bitterer Sieg: Die Matterhorn Story (Regie: Gaudenz Meili). Anlässlich des 150. Jahrestages wurde am 14. Juli 2015 auf dem Bahnhofplatz in Zermatt eine Countdown-Uhr aufgebaut, im Dezember 2014 wurde im Zentrum des Ortes («Matterhorn Plaza») ein Treffpunkt für das Jubiläumsjahr ins Leben gerufen.
Am 22. Juli 1871, sechs Jahre nach Whymper, bestieg die britische Alpinistin Lucy Walker als erste Frau das Matterhorn. 1869 hatten Isabella Straton und Emmeline Lewis Lloyd als reine Frauenseilschaft die Besteigung versucht; sie scheiterten kurz vor dem Gipfel. 1877 bestieg Anna Voigt aus Frankfurt am Main als erste deutsche Bergsteigerin das Matterhorn; sie war damals eine der ersten aktiv bergsteigenden Frauen in der Sektion Frankfurt am Main des Deutschen Alpenvereins. Die erste reine Frauenseilschaft, die erfolgreich das Matterhorn bestieg, bestand aus der Französin Alice Damesme und der Amerikanerin Miriam O’Brien, die am 13. August 1932 den Gipfel des Matterhorns über den Hörnligrat erreichten.
Yvette Vaucher (1929–2023) war 1965 die erste Frau, die die Nordwand des Matterhorns durchstieg, und Daisy Voog 1966 die erste Deutsche. Die beiden Japanerinnen Michiko Imai und Yoshiko Wakayama waren am 18. und 19. Juli 1967 die erste reine Frauenseilschaft, der die Durchsteigung der Nordwand gelang.

Edward Whymper
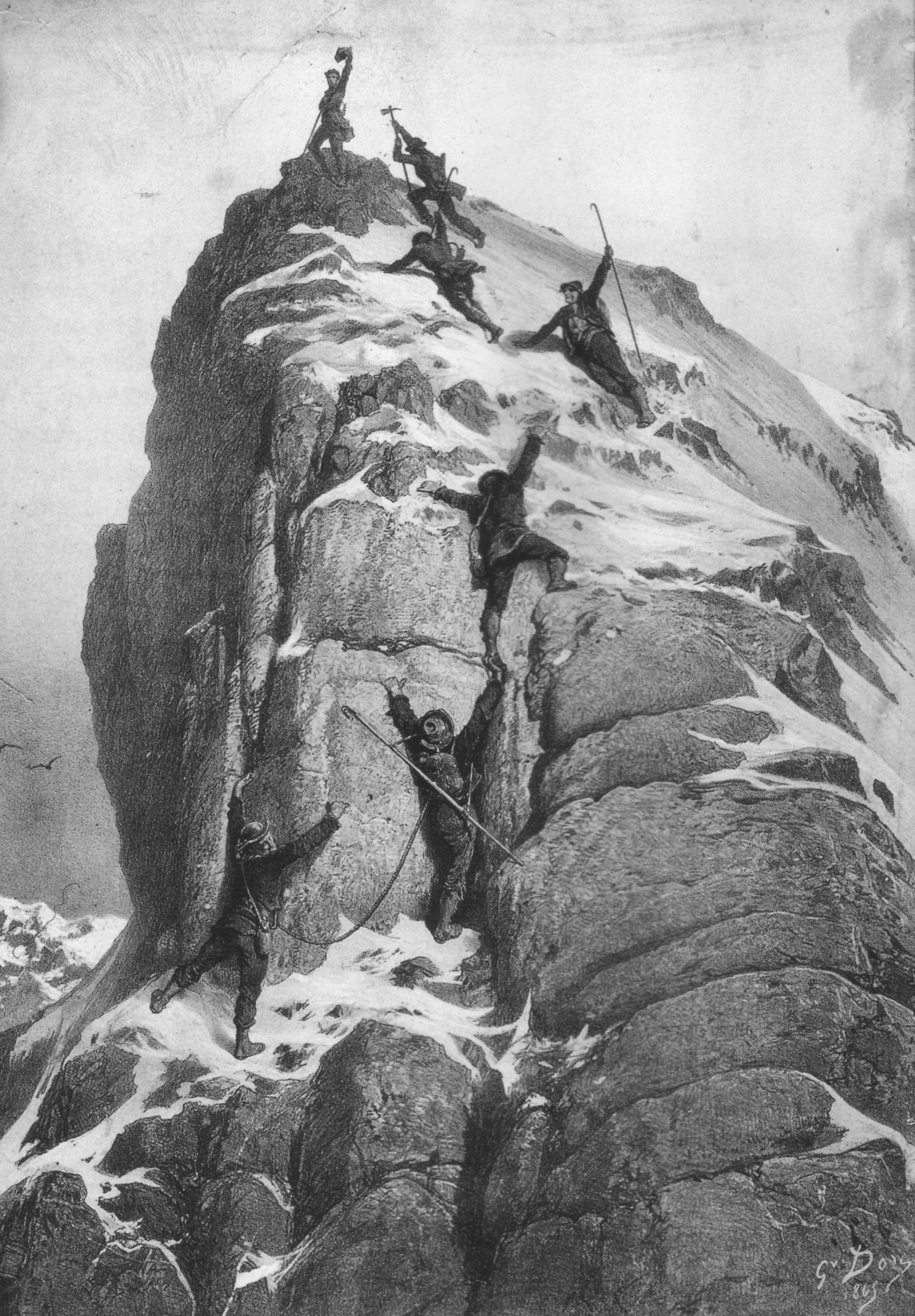
Die Erstbesteigung (Gustave Doré, 1865)
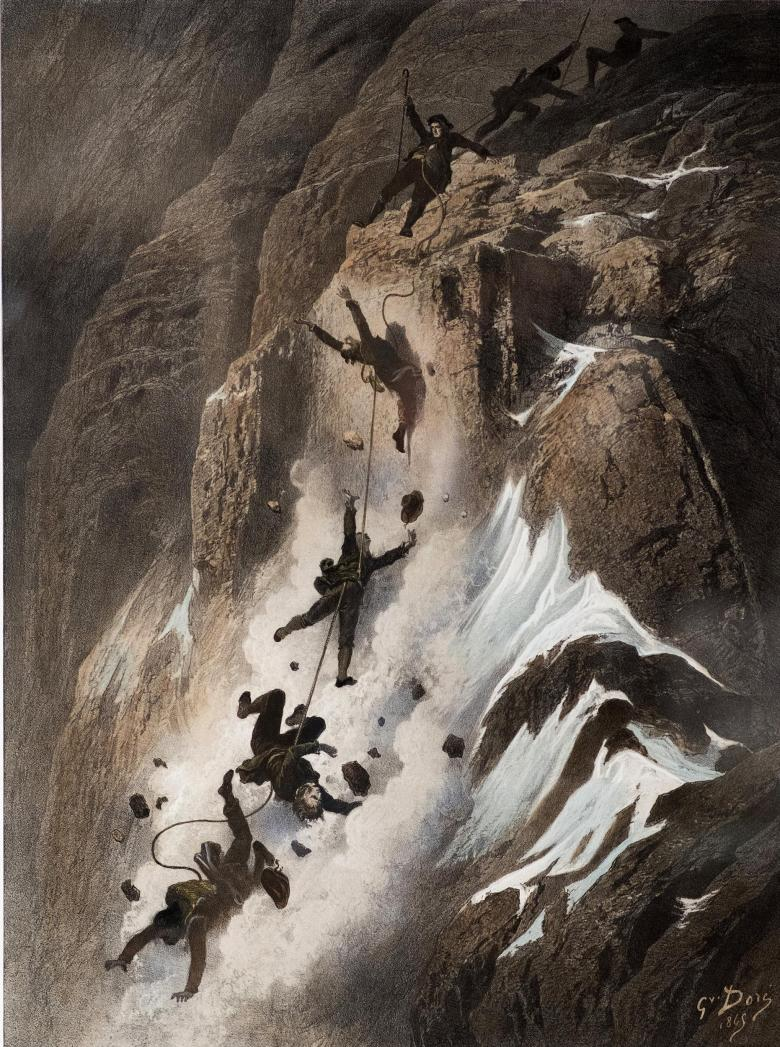
Die erste Tragödie am Matterhorn (Gustave Doré)
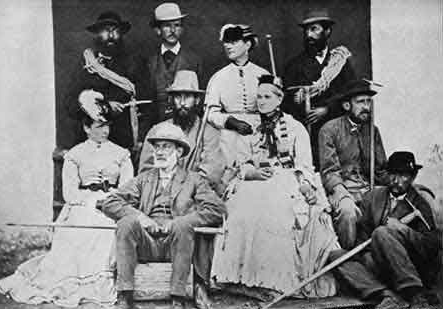
Lucy Walker, die erste Frau auf dem Matterhorn (hintere Reihe, stehend, 3 v. l.) mit Familie, Freunden und Bergführern

## Routen

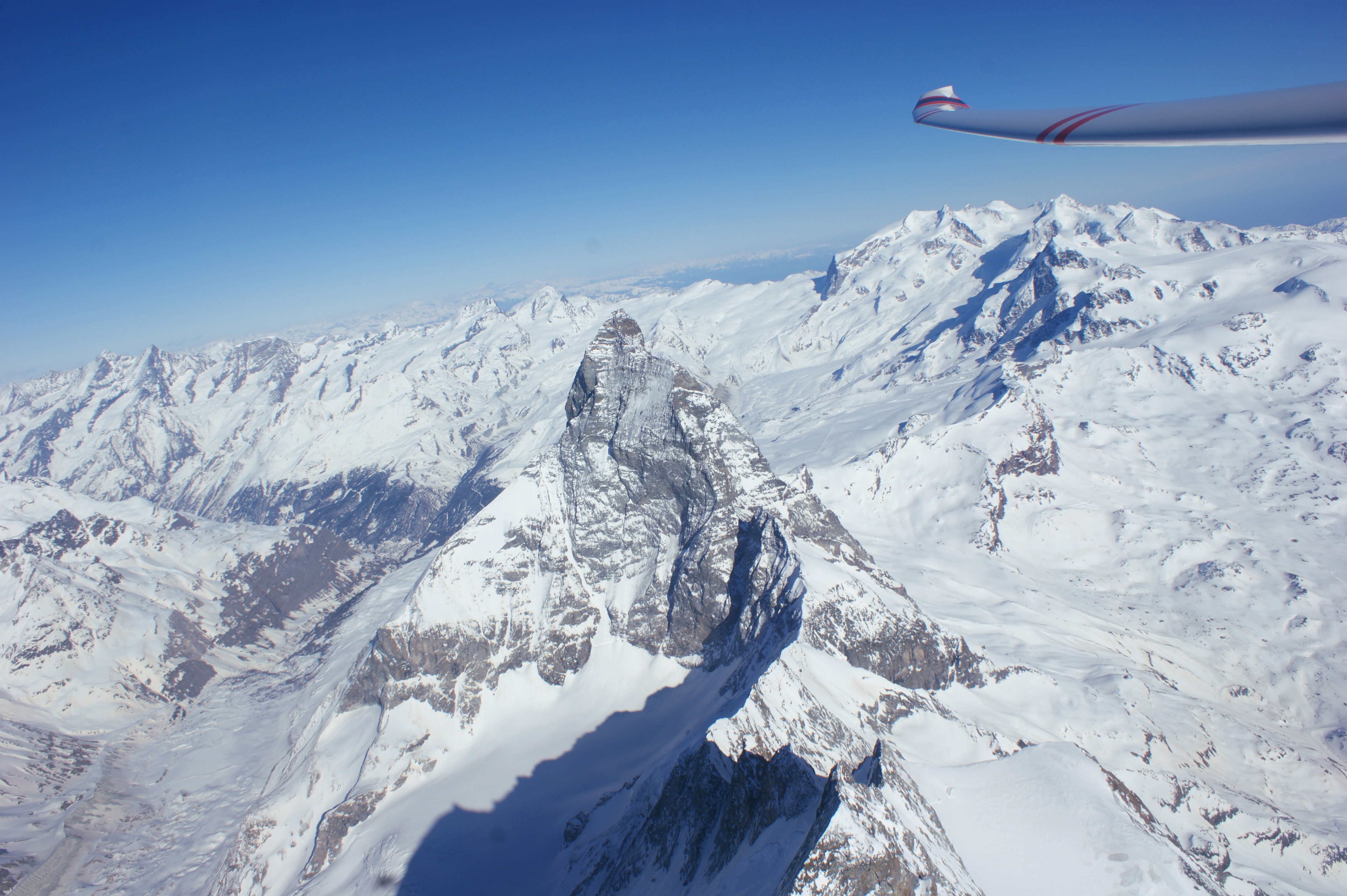
Segelflug am Matterhorn mit DuoDiscus aus 5200 m Höhe (16. März 2014)

Der am weitaus häufigsten begangene Aufstiegsweg ist der Hörnligrat von Zermatt aus über die Hörnlihütte (Nordostgrat, ZS+). Er stellt den sogenannten Normalweg, also den leichtesten Aufstieg, dar. Auf 4003 Metern Höhe, nordöstlich unterhalb des Gipfels, gibt es als Biwak für Notfälle, wie Wettersturz und Zeitverzug, die von der Hörnlihütte aus betreute Solvayhütte mit zehn Notlagern. Weitere Aufstiegsrouten gibt es am Südwestgrat über den kirchendachartigen Pic Tyndall (auch Liongrat oder Italienerweg genannt, ZS+), am Nordwestgrat (Zmuttgrat, S) und am Südostgrat (Furggengrat, SS, wenig begangen). Auch durch die abweisende Nordwand verläuft mit der "Schmid-Route" eine Aufstiegsroute, die häufig von Spezialisten begangen wird.

### Routen über die Grate

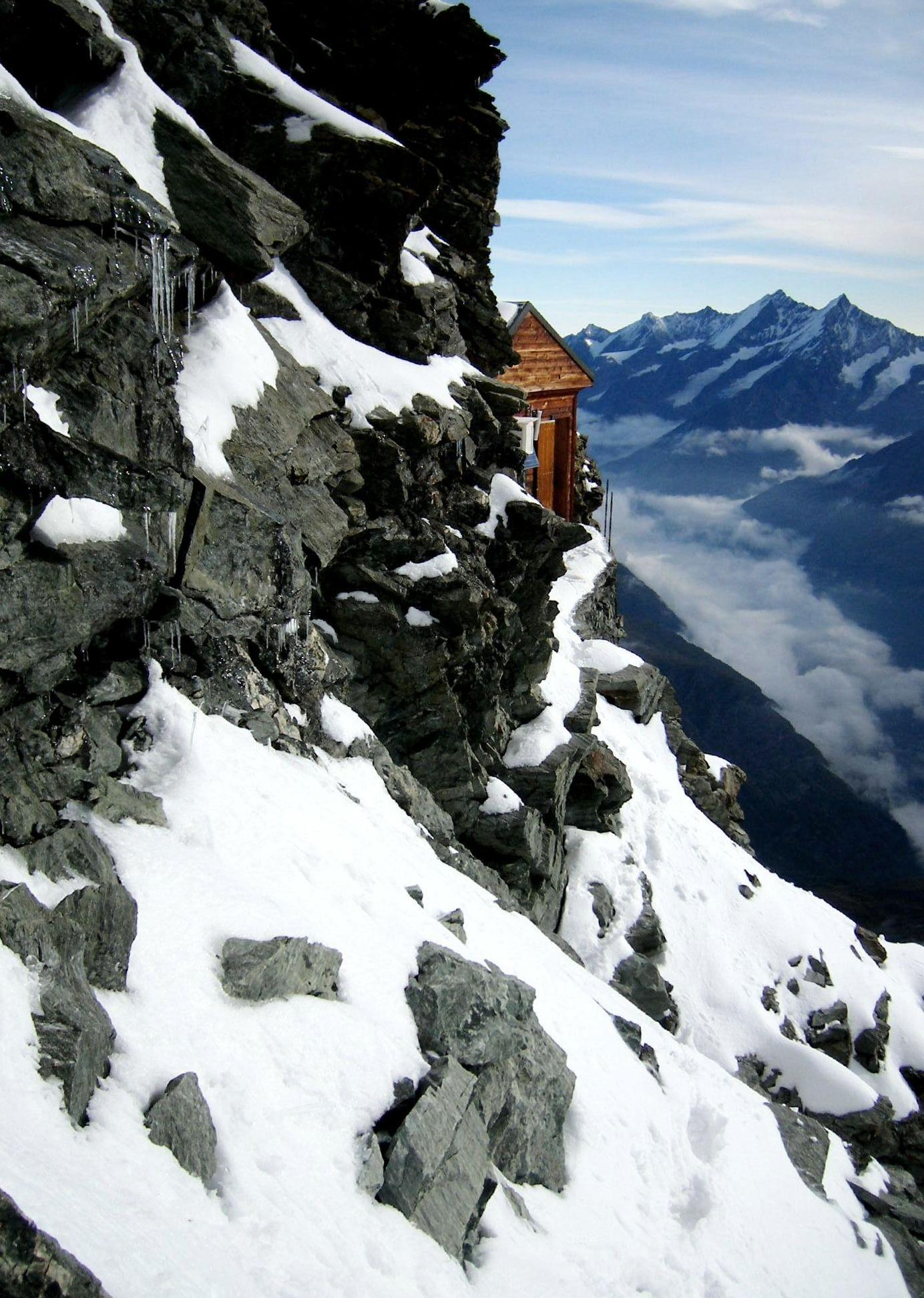
Die Solvayhütte (2005)

Nordostgrat «Hörnligrat» (Normalroute) 
- Schwierigkeit: ZS+, mit UIAA-Grad III+ Felskletterei
- Zeitaufwand: 5–6 Stunden
- Ausgangspunkt: Hörnlihütte (3260 m)
- Talort: Zermatt (1608 m)
- Erstbegehung: 14. Juli 1865 durch Edward Whymper, Charles Hudson, Douglas Robert Hadow und Francis Douglas mit den Bergführern Michel Croz, Peter Taugwalder (Vater) und Peter Taugwalder (Sohn)
- Wintererstbegehung (?; siehe 1894 und 1911): 1875 durch G. Corona, J. Jos, Jean-Pierre Maquignaz, Jean-Antoine Carrel und Luc Meynet[18]
- Erstbegehung bei winterlichen Verhältnissen (?; siehe 1875): 27. März 1894 durch Charles Simon mit Alexander Burgener, Aloys Pollinger und Joseph Pollinger[19]
- Alleinerstbegehung: 1898 durch Wilhelm Paulcke
- Wintererstbegehung (?; siehe 1875): 31. Januar 1911 durch Charles F. Meade mit Josef Lochmatter und Josef Pollinger[19]

Nordwestgrat oder «Zmuttgrat»
- Schwierigkeit: S, mit IV. UIAA-Grad Felskletterei
- Zeitaufwand: 6–7 Stunden
- Ausgangspunkt: Hörnlihütte (3260 m)
- Talort: Zermatt (1608 m)
- Erstbegehung: 3. September 1879 durch Albert Mummery[9] mit Alexander Burgener, Augustin Gentinetta und Johann Petrus
- Alleinerstbegehung: 1. September 1906 durch Hans Pfann
- Wintererstbegehung: März 1948 durch Edmund Petrig und Henri Masson[18]

Südostgrat oder «Furggengrat»
- Schwierigkeit: SS, mit UIAA-Grad V+ Felskletterei
- Zeitaufwand: 7 Stunden
- Ausgangspunkt: Bivacco Oreste Bossi (3345 m)
- Talort: Breuil-Cervinia (2006 m)
- Ende August oder Anfang September 1905 klettern Valentine J.E. Ryan unter der Führung von Josef Lochmatter und Geoffrey Winthrop Young unter der Führung von Josef Knubel gleichzeitig am Furggengrat. Unterhalb der Schulter traversieren sie wegen Steinschlags die Wand und folgen einer bereits von Burgener und Mummery begangenen Variante zum Gipfel.
- Erstbegehung unter südlicher Umgehung des Gipfelaufschwungs: 9. September 1911 durch Mario Piacenza, Jean-Joseph Carrel und Joseph Gaspard[18]
- Erste vollständige Begehung: 23. September 1941 durch Alfredo Perino, Louis (Luigi) Carrel und Giacomo Chiara[18]
- Wintererstbegehung: Vom 20. bis 21. März 1953 durch Walter Bonatti und Roberto Bignami. Die Furggenüberhänge wurden links der Route von 1941 erstmals in einer Direttissima erklettert ("Direttissima al Furggen").[19]
- Alleinerstbegehung: 11. September 1985 durch Marco Barmasse im Rahmen der Verkettung aller vier Grate am Matterhorn (s. u.)

Südwestgrat oder «Liongrat»
- Schwierigkeit: ZS+, mit UIAA-Grad III+ Felskletterei
- Zeitaufwand: 4–5 Stunden
- Ausgangspunkt: Rifugio Jean-Antoine Carrel (3829 m)
- Talort: Breuil-Cervinia (2006 m)
- Erstbegehung: 17. Juli 1865 durch Jean-Antoine Carrel und Jean-Baptiste Bich. Der steile letzte Gratabschnitt wurde durch Querung zum Zmuttgrat über die Galeria Carrel umgangen.
- Erste vollständige Begehung: 13. September 1867 durch Jean-Joseph Maquignaz and Jean-Pierre Maquignaz
- Wintererstbegehung: 17. bis 18. März 1882 durch Vittorio Sella, Jean-Antoine Carrel, Jean-Baptiste Carrel und Louis Carrel mit anschliessendem Abstieg über den Hörnligrat
- Erste Solobegehung im Winter: Vom 23. bis 25. Dezember 1936 durch Giusto Gervasutti

Die erste Verkettung aller vier Grate (Furggen- und Zmuttgrat im Aufstieg, Hörnli- und Liongrat im Abstieg) gelang am 28. September 1966 René Arnold und Sepp Graven. Marco Barmasse wiederholte am 11. September 1985 diese Begehung erstmals im Alleingang. Ebenfalls im Alleingang gelang Hervé Barmasse am 13. März 2014 binnen 17 Stunden die erste Winterbegehung dieser Unternehmung.
1992 gelang es Hans Kammerlander zusammen mit Diego Wellig, das Matterhorn in 23 Stunden und 26 Minuten viermal über dessen vier Grate zu besteigen, wobei dreimal über den Hörnligrat und einmal über den Liongrat abgestiegen wurde. Andreas Steindl und François Cazzanelli führten am 12. September 2018 in Summe beinahe dieselbe Unternehmung (Steindl und Cazzanelli querten im Vergleich zu Kammerlander/Wellig sogar zusätzlich einmal vom Hörnligrat zum Zmuttgrat) in anderer Reihenfolge durch und benötigten dafür 16 Stunden und 4 Minuten.

### Routen durch die Wände

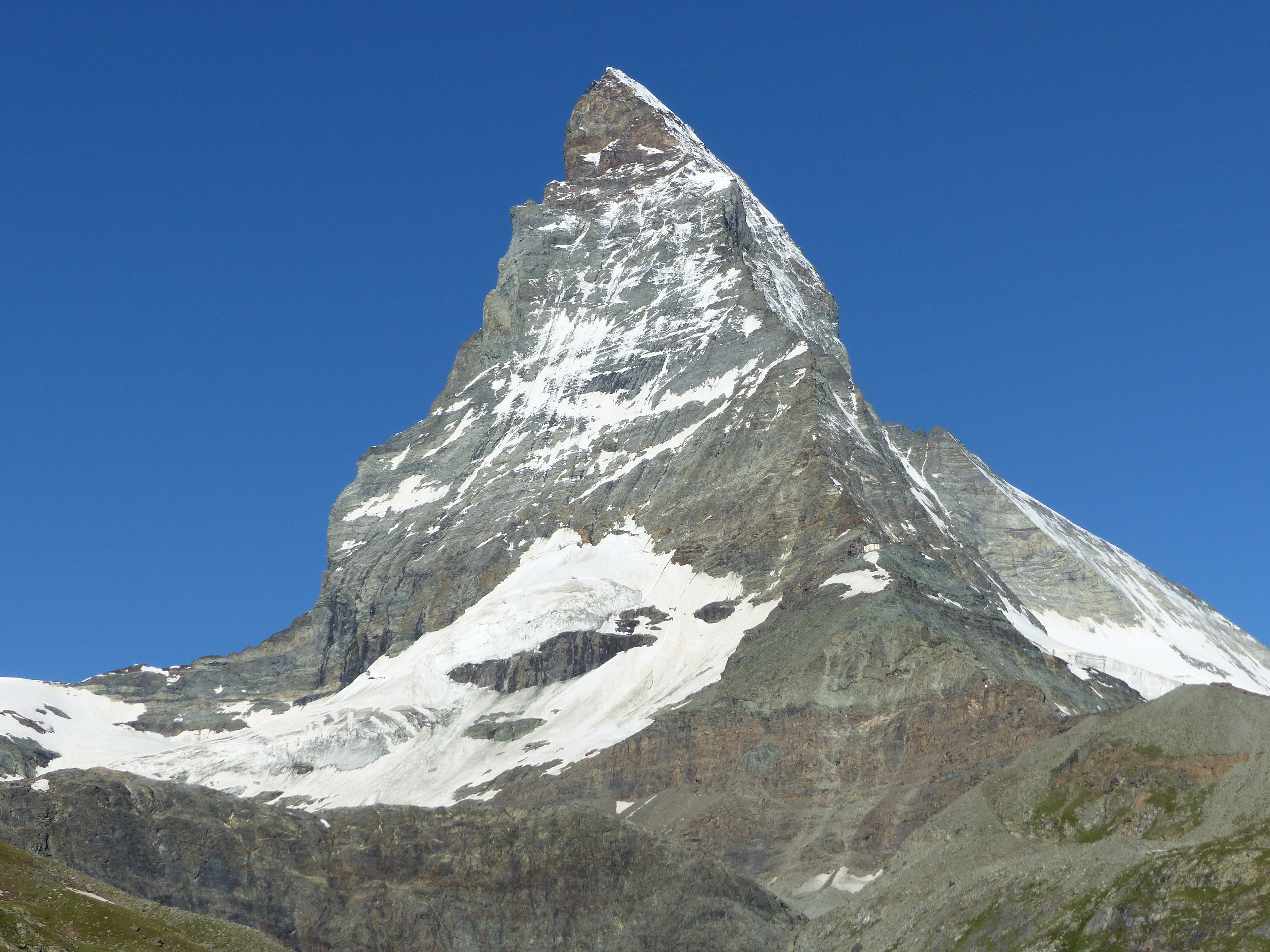
Ostwand (2016)

Eine Übersicht über die Kletter-Routen durch die Wände des Matterhorns bis 2017 findet sich auf der Internetseite gognablog von Alessandro Gogna.

#### Ostwand
- Schwierigkeit: SS
- Zeitaufwand: 14 Stunden
- Ausgangspunkt: Hörnlihütte (3260 m)
- Talort: Zermatt (1608 m)
- Erstbegehung: 18./19. September 1932 durch Enzo Benedetti, Giuseppe Mazzotti mit Maurice (Maurizio) Bich, Louis (Luigi) und Lucien (Luciano) Carrel und Antoine Gaspard
- Erste Begehung bei winterlichen Verhältnissen: 25./26. April 1959 durch Stanislaw Biel und Jan Mostowski
- Wintererstbegehung: 27./28. Februar 1975 durch René Arnold, Guido Bumann und Candide Pralong
- Skierstbefahrung: 14. Mai 1975 durch Toni Valeruz. Abfahrt vom Hörnligrat in rund 4200 m.

Da die Ostwand abgesehen von der kleinen Steilwand am Matterhornkopf keine extreme Steilheit aufweist, wurden hier keine extremen Kletterrouten erschlossen.

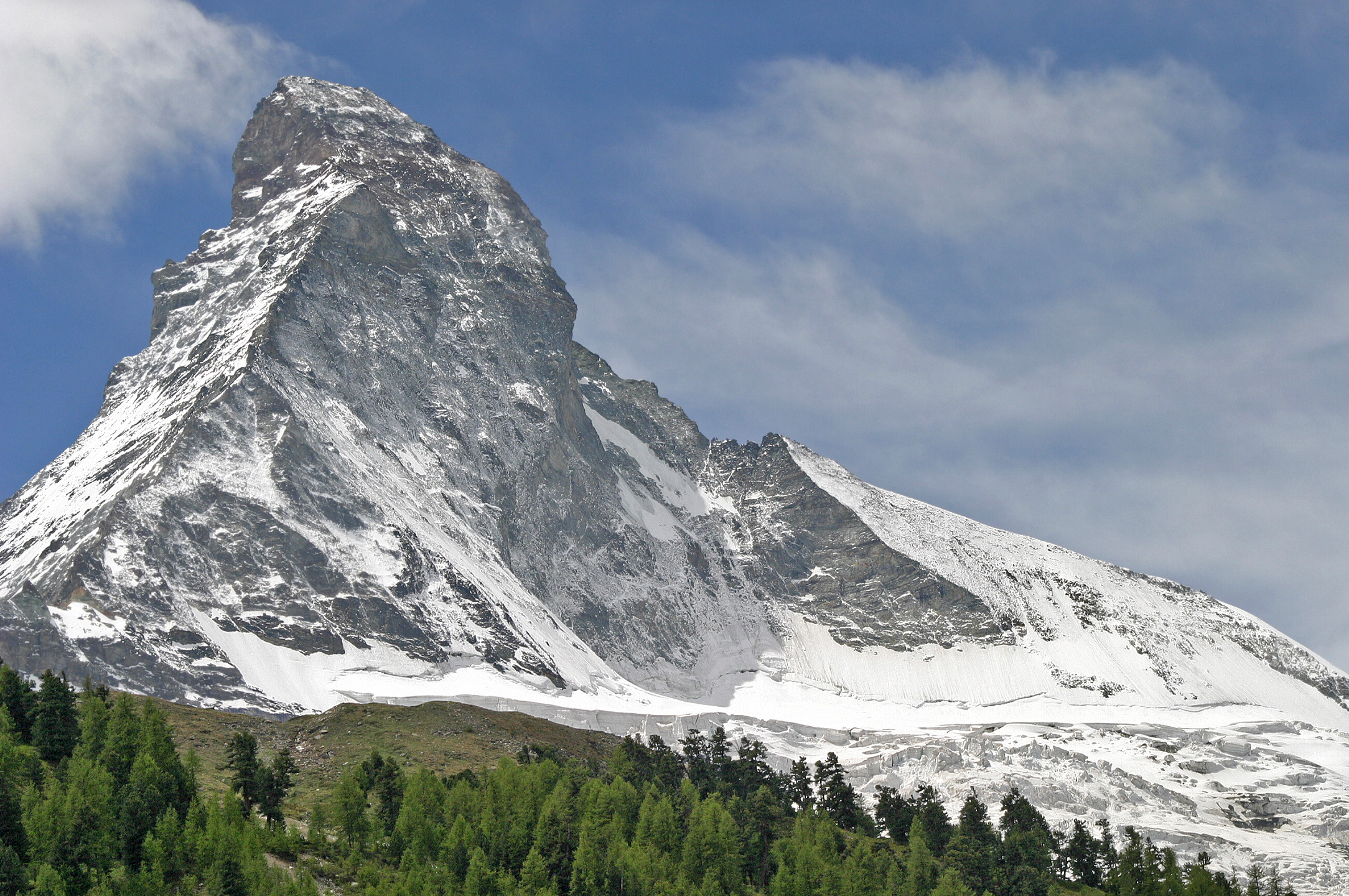
Nordwand (2004)

#### Nordwand
- Schwierigkeit: SS, mit V. UIAA-Grad Felskletterei
- Zeitaufwand: 12–14 Stunden
- Ausgangspunkt: Hörnlihütte (3260 m)
- Talort: Zermatt (1608 m)
- Erstbegehung: 31. Juli/1. August 1931 durch Franz und Toni Schmid.[9] 1983 eröffneten die Tschechoslowaken Michal Pitelka, Jiří Smíd und Josef Rybička eine Variante, die vom Beginn des Schräg-Couloirs links der "Schmid-Route" relativ direkt zur Hörnlischulter führt ("Pitelka-Route"; 21. Februar bis 1. März 1983).[19]
- Alleinerstbegehung der "Schmid-Route": 22. Juli 1959 durch Diether Marchart in 5 Stunden
- Wintererstbegehung der "Schmid-Route": 3./4. Februar 1962 durch Hilti von Allmen und Paul Etter
- Erstbesteigung der "Schmid-Route" durch eine Frau: 14. Juli 1965 durch die Schweizerin Yvette Vaucher gemeinsam mit ihrem Mann Michel Vaucher und Othmar Kronig[22]
- Erstbesteigung der "Schmid-Route" durch eine Frauenseilschaft: Vom 18. bis 19. Juli 1967 durch Michiko Imai und Yoshiko Wakayama
- Erstbesteigung der "Schmid-Route" durch eine Frauenseilschaft im Winter: Vom 7. bis 10. März 1978 durch Wanda Rutkiewicz, Irena Kesa, Anna Czerwinska und Krystyna Palmowska
- Winteralleinerstbegehung: Februar 1965 durch Walter Bonatti, auf einer neuen und schwierigeren Route, mit 3 Biwaks.[23] Catherine Destivelle glückte vom 10. bis 13. März 1994 die zweite Solo- wie auch Winterbesteigung der Nordwand-Route von Walter Bonatti. Ueli Steck kletterte die Route am 14. März 2006 in 25 Stunden und Patrick Aufdenblatten und Michael Lerjen-Demjen führten am 27. September 2011 eine Sommerdurchsteigung in 7 Stunden und 14 Minuten durch.[19]
- Nordwanddirettissima: 11. bis 13. August 1972 durch die Tschechoslowaken Zdislav Drlik, Leoš Horka, Bohumil Kadlčik und Václav Prokeš.[18] Nur wenig rechts dieser Route kletterten vom 17. bis 19. Juni 2009 auch Jean Troillet, Martial Dumas und Jean-Yves Fredricksen und nannten ihren Routenverlauf "Sébastien Gay".[19] Robert Jasper und Roger Schaeli durchstiegen die "Sébastien Gay" am 4. Oktober 2011 erstmals frei.[19]
- Seit 1968 steht vor allem der rechte Wandteil der Nordwand mit den Überhängen der Zmuttnase im Fokus von Spitzenbergsteigern.[24][19] Alessandro Gogna und Leo Cerruti eröffneten vom 14. bis 17. Juli 1969 die erste Route durch diesen Wandteil. Vom 29. Juni bis 6. Juli 1972 kletterten die japanischen Bergsteiger Masahiro Furukawa, Masaru Miyagawa und Yoshinori Okitsu zunächst auf der Gogna-Cerruti-Route, wechselten im oberen Bereich der Zmuttnase jedoch nach links zu deren östlicher Kante. Weitere Routen durch die Überhänge der Zmuttnase legten Michel Piola und Pierre-Alain Steiner ("Piola-Steiner"; 29. Juli bis 1. August 1981), Patrick Gabarrou und Lionel Daudet ("Aux amis disparus"; 5. bis 6. Juli 1992), Patrick Gabarrou und Cesare Ravaschietto ("Free Tibet"; 31. Juli bis 2. August 2001) und die Seilschaft Robert Jasper / Rainer Treppte ("Freedom"; 22. bis 26. August 2001). Im Frühjahr 2008 eröffneten Samuel und Simon Anthamatten die "Anthamatten-Route", die quasi eine Komplettbegehung der Ostkante der Zmuttnase darstellt und im oberen Wandbereich auf die Japaner-Route von 1972 trifft. Alexander Huber, Dani Arnold und Thomas Senf erschlossen vom 15. zum 16. März 2017 die Route "Schweizernase" und kletterten dabei ähnlich wie 1972 die japanische Seilschaft, wechselten jedoch etwas unterhalb der Japaner-Route durch stark überhängendes Gelände von der Gogna-Cerruti-Route zur Ostkante der Zmuttnase.

- schnellste Solobegehung der "Schmid-Route" durch Dani Arnold in 1h 46min am 22. April 2015[25]

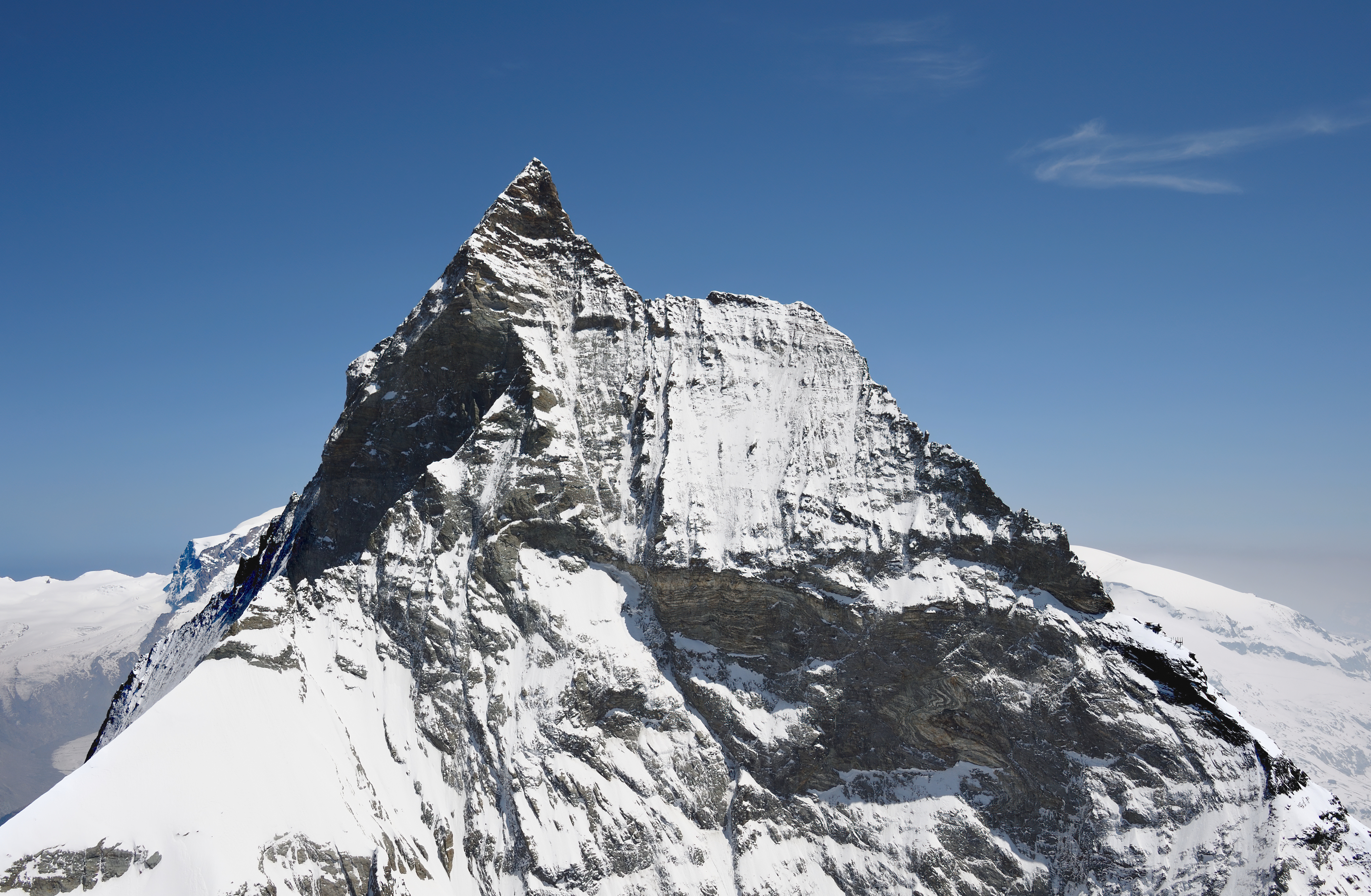
Westwand mit Pic Tyndall und Galleria Carrel

#### Westwand
- Schwierigkeit: SS, mit UIAA-Grad V+ Felskletterei (Direkte Westwand)
- Zeitaufwand: 12 Stunden
- Ausgangspunkt: Schönbielhütte (2694 m)
- Talort: Zermatt (1608 m)
- Erstbegehung: 3. September 1879 durch William Penhall mit Ferdinand Imseng und Ludwig (Aloys) Zurbrücken über das Penhall-Couloir und im oberen Wandbereich den Zmuttgrat ("Penhall-Route"). Die Seilschaft erreichte am selben Tag kurz nach den Erstbegehern des Zmuttgrats den Gipfel.[26]
- Alleinerstbegehung: 17. September 1929 durch Fritz Hermann[27]
- Die erste Winterbegehung der "Penhall-Route" gelang vom 16. bis 18. April 1947 Raymond Monney und Jean Fuchs.
- Vom 19. bis 22. August 1947 erschlossen Louis (Luigi) Carrel und Carlo Taddei eine Route rechts der Wandmitte mit Ausgang zum Einschnitt Enjambée (4243 m) links der Crête Tyndall.
- Direkte Westwand: 13. August 1962 durch Renato Daguin und Giovanni Ottin ("Ottin-Daguin-Route")
- Wintererstbegehung der "Ottin-Daguin-Route": 10. bis 12. Januar 1978 durch Rolando Albertini, Marco Barmasse, Innocenzo Menabreaz, Leo Pession, Arturo und Oreste Squinobal und Augusto Tamone
- Soloerstbegehung der "Ottin-Daguin-Route" durch Jacques Sangnier in vier Tagen im September 1983

Durch den rechten Teil der Westwand rechts unterhalb der Crête Tyndall mit den Steilwänden im unteren und mittleren Wandbereich gibt es bis heute (2025) keine vertikalen Routen. Lediglich eine Diagonalroute von links unten nach rechts oben zwischen diesen Steilstufen hindurch zum Liongrat über die Seilerplatten wurde von Amilcare Crétier und Leonardo Pession vom 24. bis 25. Juli 1931 eröffnet.

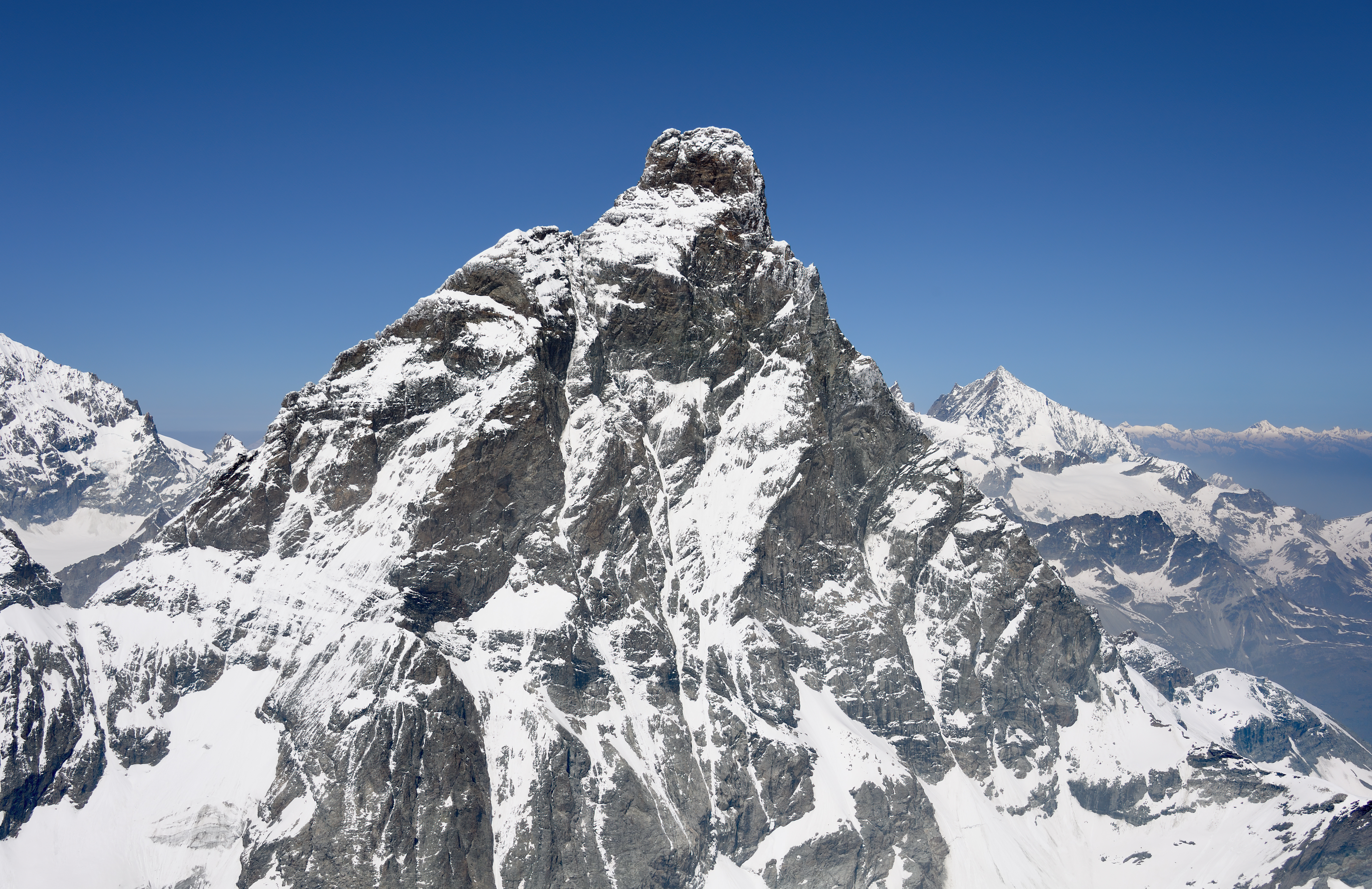
Südwand

#### Südwand
Die Südwand des Matterhorns ist die mit Abstand komplexeste Wandflucht des Matterhorns. Demzufolge gibt es hier wesentlich mehr Möglichkeiten, deutlich voneinander abgesetzte Routen zu erschliessen, als in den anderen Wänden des Berges. Die beiden klassischen Routen, die Führe der Erstbegeher und die Direkte Südwand, liegen im Zentrum der Südwand.
- Schwierigkeit: SS+, mit UIAA-Grad V+ Felskletterei (Direkte Südwand)
- Zeitaufwand: 15 Stunden
- Ausgangspunkt: Rifugio Duca degli Abruzzi all’Oriondé (2802 m)
- Talort: Breuil-Cervinia (2006 m)
- Erstbegehung: 1931 durch Louis (Luigi) Carrel, Enzo Benedetti und Maurice (Maurizio) Bich[18]
- Wintererstbegehung: 23. Dezember 1971 durch Arturo und Oreste Squibonal. Ettore Bich und Innocenzo Menabreaz vollendeten die Begehung eine Stunde später.[19]
- Direkte Südwand: Am 13. November 1983 kletterten Vittorio de Tuoni, Marco Barmasse und Walter Cazzanelli direkt aufwärts, wo die Route der Erstbegeher eine grosse Rechtsschleife macht. Am 6. April 2007 gelang Hervé Barmasse die erste Solobegehung der "Direkten Südwand" mit einer Varianteneröffnung.[19]
- Vom 3. bis 4. September 1953 erschlossen Louis (Luigi) Carrel, Italo Muzio und Abbé Louis Maquignaz die "Muzio-Carrel-Route", die im unteren Wandbereich parallel rechts der Erstbesteiger-Route verläuft, dann kurzfristig mit dieser verschmilzt und wenig später diagonal nach rechts oben zum Picco Muzio führt.[19]
- Die slowenischen Bergsteiger Franček Knez, Tone Galuh und Jaka Tucic eröffneten vom 15. bis 16. Juni 1983 mit der "Trije musketirji" (Route der drei Musketiere) eine Direttissima rechts der Route von 1931. Zunächst wurde die Wand südwestlich des Pilastro dei Fiori (Blumenpfeiler) unterhalb des Picco Muzio direkt erklettert, dann wurde die "Muzio-Carrel-Route" erreicht. Wo die Route der Erstbegeher auf ungefähr 4100 m nach links abknickt und die "Muzio-Carrel-Route" nach rechts, kletterten die Slowenen direkt aufwärts und erreichten den Furggengrat unterhalb seines obersten Überhangs. Von dort Querung über die Ostwand zum Hörnligrat.
- Die erste Route links der zentralen Südwand ist die Route "Couloir Barmasse", durchstiegen am 13. März 2010 von Hervé Barmasse gemeinsam mit seinem Vater Marco Barmasse. Sie endet am Einschnitt Enjambée (4243 m) rechts der Crête Tyndall.[20]
- Links des Couloir Barmasse zieht der Deffeyes-Grat zur Crête Tyndall. Die Erstbegehung dieses Grates gelang Alberto Deffeyes und Louis (Luigi) Carrel am 11. September 1942. Marco Barmasse, Leo Pession, Luigi Pession und Gianni Gorret führten am 10. März 1983 die erste Winterbesteigung des Deffeyes-Grates durch.
- Wiederum weiter links folgt der ausgeprägte De Amicis-Grat, der vom Pic Tyndall erst nach Süden, dann nach Südwesten, und im unteren Bereich wieder nach Süden zieht. Die erste Besteigung des De Amicis-Grats bis zum letzten Steilaufschwung (von dort wurde über den Quergang Cravate der Liongrat erreicht) gelang Ugo De Amicis und Arrigo „Frusta“ Ferraris vom 10. bis 11. August 1906. Die erste vollständige Begehung des Grates bis zum Pic Tyndall führten Amilcare Crétier, Basilio Ollietti und Antoine Gaspard vom 7. bis 8. Juli 1933 durch. Am 9. Februar 1964 erstiegen Luciano Ratto und Jean Ottin den kompletten De Amicis-Grat erstmals im Winter.[19] Am 3. März 2021 kletterte Hervé Barmasse den Grat im Winter erstmals Solo.
- Zwischen dem Deffeyes-Grat und dem De Amici-Grat liegt der Scudo del Pic Tyndall (Pic Tyndall-Schild), eine senkrechte Wandflucht, durch die bislang vier Routen erschlossen wurden: am 29. September 1983 eröffneten Renato Casarotto und Gian Carlo Grassi die "Cassarotto-Grassi-Route", am 4. Oktober 1983 Giovanna De Tuoni, Marco Barmasse und Walter Cazzanelli die "Via Barmasse-Cazzanelli-De Tuoni" und am 14. August 2000 Patrick Poletto und Hervé Barmasse die Route "Per Nio", gewidmet Innocenzo Menabreaz.[19] Am 28. September 2018 vollendeten François Cazzanelli und Francesco Ratti die "Diretta allo Scudo", an deren Erschliessung im Vorfeld auch Roberto Ferraris, Emrik Favre und Marco Farina massgeblich beteiligt waren.[28]
- Rechts der zentralen Südwand unterhalb des Pizzo Muzio liegt der Pilastro dei Fiori (Blumenpfeiler), an dessen Kante und dessen Seiten eine Vielzahl anspruchsvoller Routen erschlossen wurden. Am 14. Juli 1970 eröffneten Guido Machetto, Gianni Calcagno, Leo Cerruti und Carmelo Di Pietro die "Via dei Fiori" ; auch "Spigolo dei Fiori" (Rand der Blumen). Am 28. September 1983 kletterten Marco Barmasse und Vittorio De Tuoni den Südwestgrat des Pilastro dei Fiori mit Fortsetzung entlang des Camino Barmasse zum Pizzo Muzio ("Via del Camino Barmasse").[19]
- Links der "Via dei Fiori" liegt die Route "Pater Pio betet für alle" (Padre Pio prega per tutti), auch "Pater Pio betet für uns" (Padre Pio prega per noi) genannt, die vom 15. bis 16. August 2002 von Patrick Gabarrou und Cesare Ravaschietto vollendet wurde. Zuvor hatten Patrick Gabarrou, Nicolae Morar und Maxime Lopez bereits die ersten zehn Seillängen der Route erschlossen. Am 26. August 2016 vollendeten Patrick Gabarrou und Pierre Gourdin die "Pater Pio, Leiter zum Himmel" (Padre Pio, Échelle vers le Ciel) als Verlängerung der "Pater Pio betet für alle" vom höchsten Punkt des Pilier dei Fiori zu den Überhängen des Furggengats und durch diese zum Gipfel des Matterhorns rechts der "Trije musketirji" (Route der drei Musketiere) und links des Pizzo Muzio. Im Vorfeld waren auch Yoann Joly, Denis Burdet und Nicolas Magnin an der Erschliessung der Route beteiligt.[19] Vom 27. Februar bis 1. März 2022 gelang den italienischen Alpinisten François Cazzanelli, Emrik Favre und Francesco Ratti die erste Wiederholung und die erste Winterbegehung der Kombination von "Padre Pio Prega Per Tutti" und "Padre Pio, Échelle vers le Ciel".
- Im linken Wandbereich unterhalb des Pilastro dei Fiori erschlossen François Cazzanelli, Francesco Ratti, Marco Farina und Enrico Turnaturi in unterschiedlichen Konstellationen von Anfang August bis Ende September 2021 “La Voie de l’Amitié”, gewidmet dem tödlich verunglückten Roberto Ferraris.[28] Am 6. Februar 2024 eröffneten François Cazzanelli, Jerome Perruquet, Marco Farina und Stefano Stradelli rechts des Pilastro dei Fiori die Route "Una Follia per Adriana", die 300 Meter Schneerinnenklettern und weitere 500 Meter Mixed-/Felsklettern kombiniert.
- Rechts des Pilastro dei Fiori liegt die Südostwand des Picco Muzio, die erstmals von Annibale Zucchi und Giuseppe Lafranconi vom 11. bis 13. August 1965 durchstiegen wurde ("Via dei Ragni"). Rechts der "Via dei Ragni" eröffnete Hervé Barmasse vom 6. bis 9. April 2011 durch weitgehend senkrechten Fels eine weitere Route durch die Südostwand des Pizzo Muzzio.[19]

## Statistik

### Besteigungen und Todesfälle
2500 bis 3000 Bergsteiger versuchen jede Saison, den Gipfel zu bezwingen, an Spitzentagen über 100 Alpinisten. 70 % der Alpinisten wählen die einfachste und bekannteste Route über den Hörnligrat. Pro Saison müssen ungefähr 80 Rettungseinsätze per Helikopter durchgeführt werden.
Seit der Erstbesteigung verging kein Jahr ohne tödliches Unglück am Matterhorn. Pro Jahr verunglücken acht bis zehn Menschen tödlich. Seit der Erstbesteigung vor mehr als 150 Jahren sind am Matterhorn über 500 Menschen umgekommen, der Grossteil davon auf Schweizer Seite. An keinem anderen Berg weltweit sterben offiziell so viele Alpinisten. Schätzungen zu den Todesfällen am Mont Blanc gehen zwar von einer ca. 10× so großen Zahl aus, werden aber nicht offiziell bestätigt. Zwischen 1981 und 2011 kamen auf Schweizer Seite 223 Alpinisten ums Leben, davon 207 durch Absturz, 5 durch Steinschlag, je 3 durch Erfrierung, durch Sturz ins Seil oder in Folge einer Suchaktion. 21 abgestürzte Alpinisten konnten noch nicht geborgen werden und werden noch vermisst.
Ein im Jahr 2005 am Berg gefundener toter Skifahrer konnte 2018 als der 1954 verschollene Franzose Joseph Leonce Le Masne (* 1919) identifiziert werden.

### Rekorde
Der Italiener Bruno Brunod benötigte für den Aufstieg von Breuil-Cervinia über den Liongrat am 17. August 1995 2 Stunden und 12 Minuten und inklusive Abstieg 3 Stunden, 14 Minuten und 44 Sekunden. Der Spanier Kilian Jornet unterbot diesen Rekord am 21. August 2013 und bestieg den Berg von Italien aus in 1 Stunde und 53 Minuten. Inklusive Abstieg kam Jornet auf eine Zeit von 2 Stunden, 52 Minuten und 2 Sekunden.
Am 22. April 2015 unterbot der Schweizer Dani Arnold an der Matterhorn-Nordwand den bisherigen Rekord von Ueli Steck aus dem Jahre 2009 um zehn Minuten. Die schnellste Solobegehung der Matterhorn-Nordwand schaffte er in 1 Stunde 46 Minuten.
Am 27. August 2018 sprintete Andreas Steindl vom Zermatter Kirchplatz (1'616 m) über den Hörnligrat zum Gipfel des Matterhorns und wieder zurück nach Zermatt in 3 Stunden, 59 Minuten und 52 Sekunden.
Der Zermatter Bergführer Richard Andenmatten hat das Matterhorn über 850 Mal bestiegen. Der Zermatter Bergführer Ulrich Inderbinen hat das Matterhorn 371 Mal und zuletzt im Alter von 89 Jahren bestiegen.

### Wingsuit-Flug
Am 7. Juli 2014 gelang Géraldine Fasnacht aus Lausanne als erstem Menschen ein Flug mit dem Wingsuit vom Gipfel des Matterhorns.

## Galerie

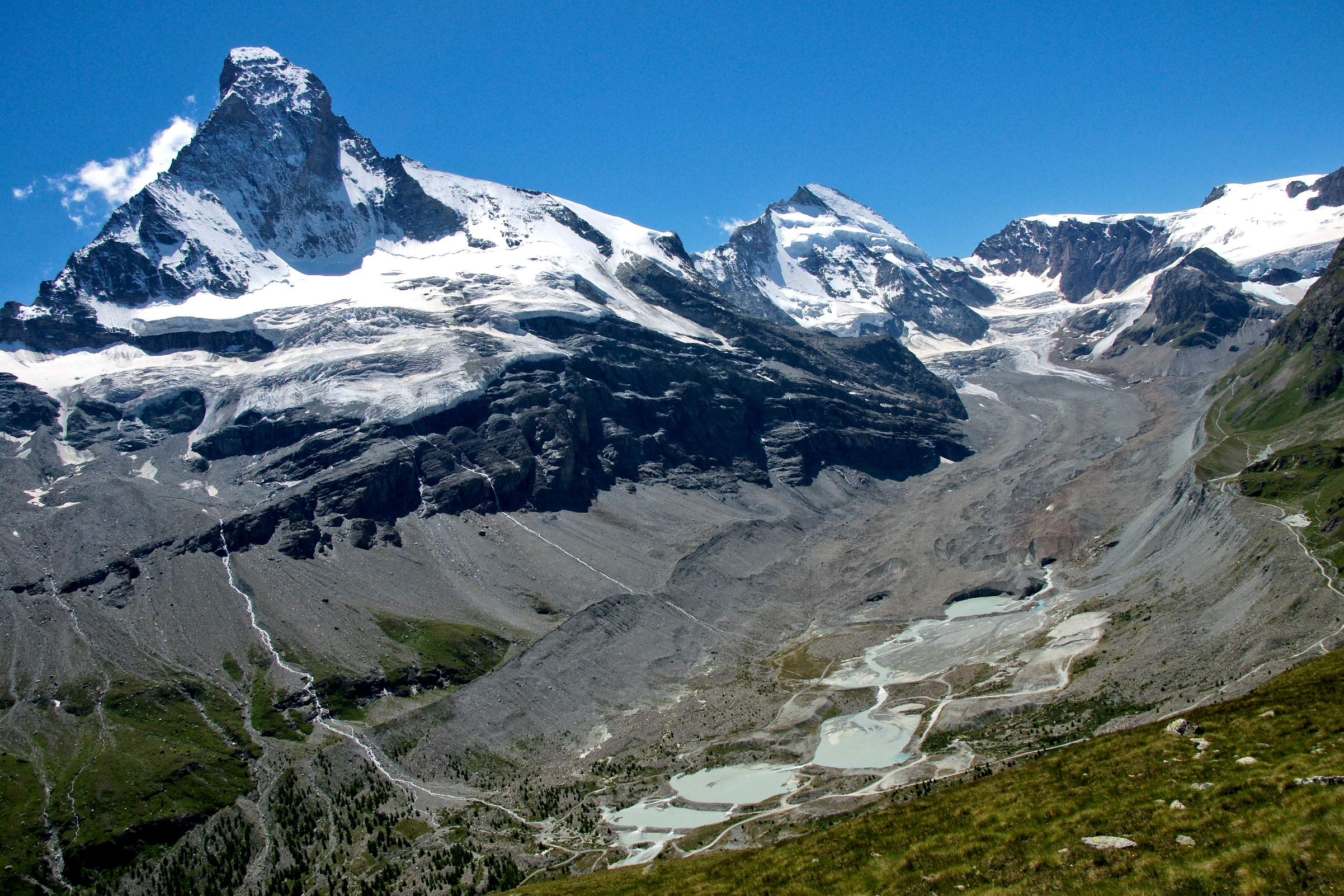
Das Zmutt-Tal bei Zermatt (2006). Matterhorn (links) und Dent d’Hérens (rechts).
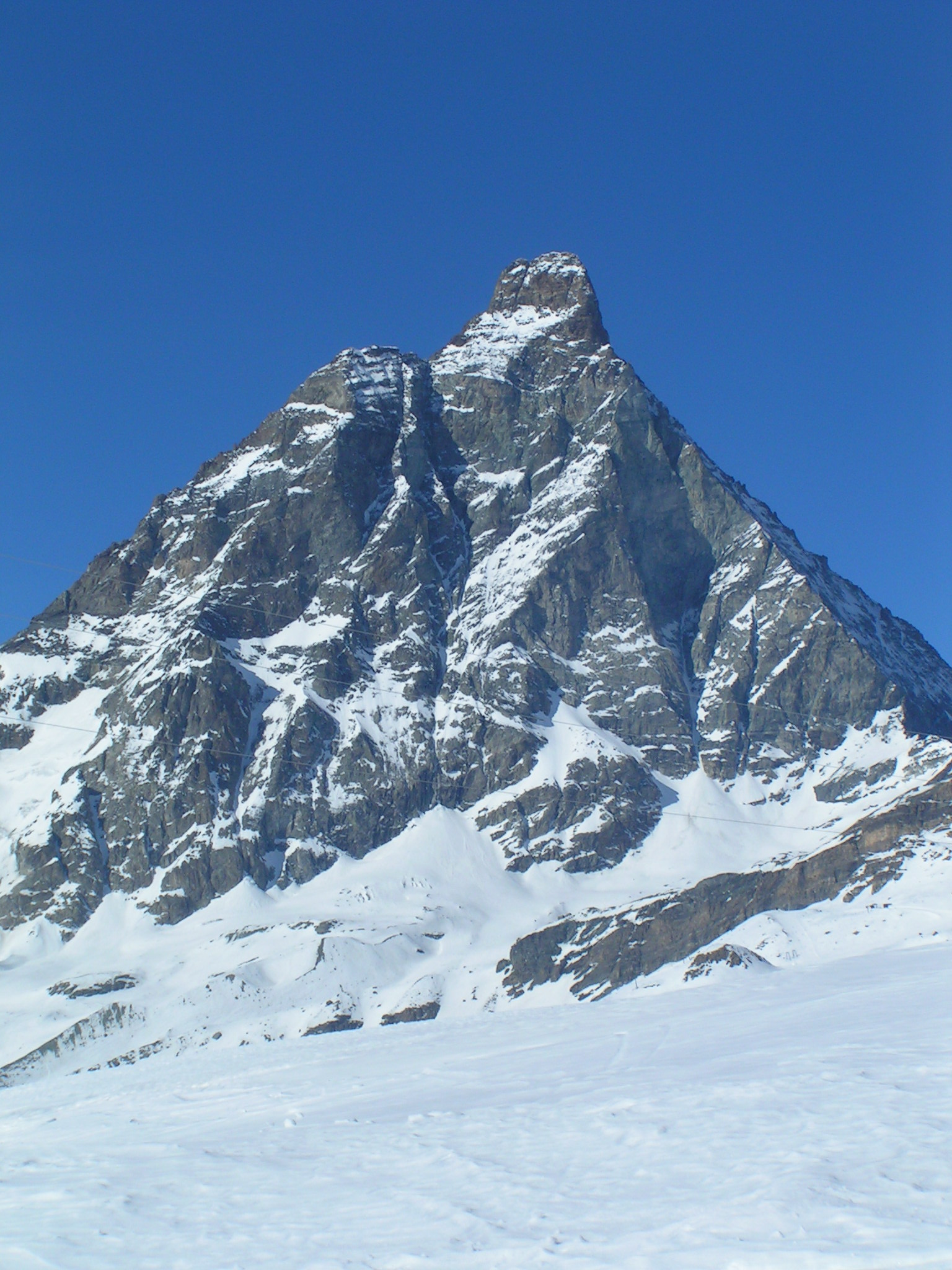
Südseite vom Skigebiet Breuil-Cervinia aus gesehen (2005).
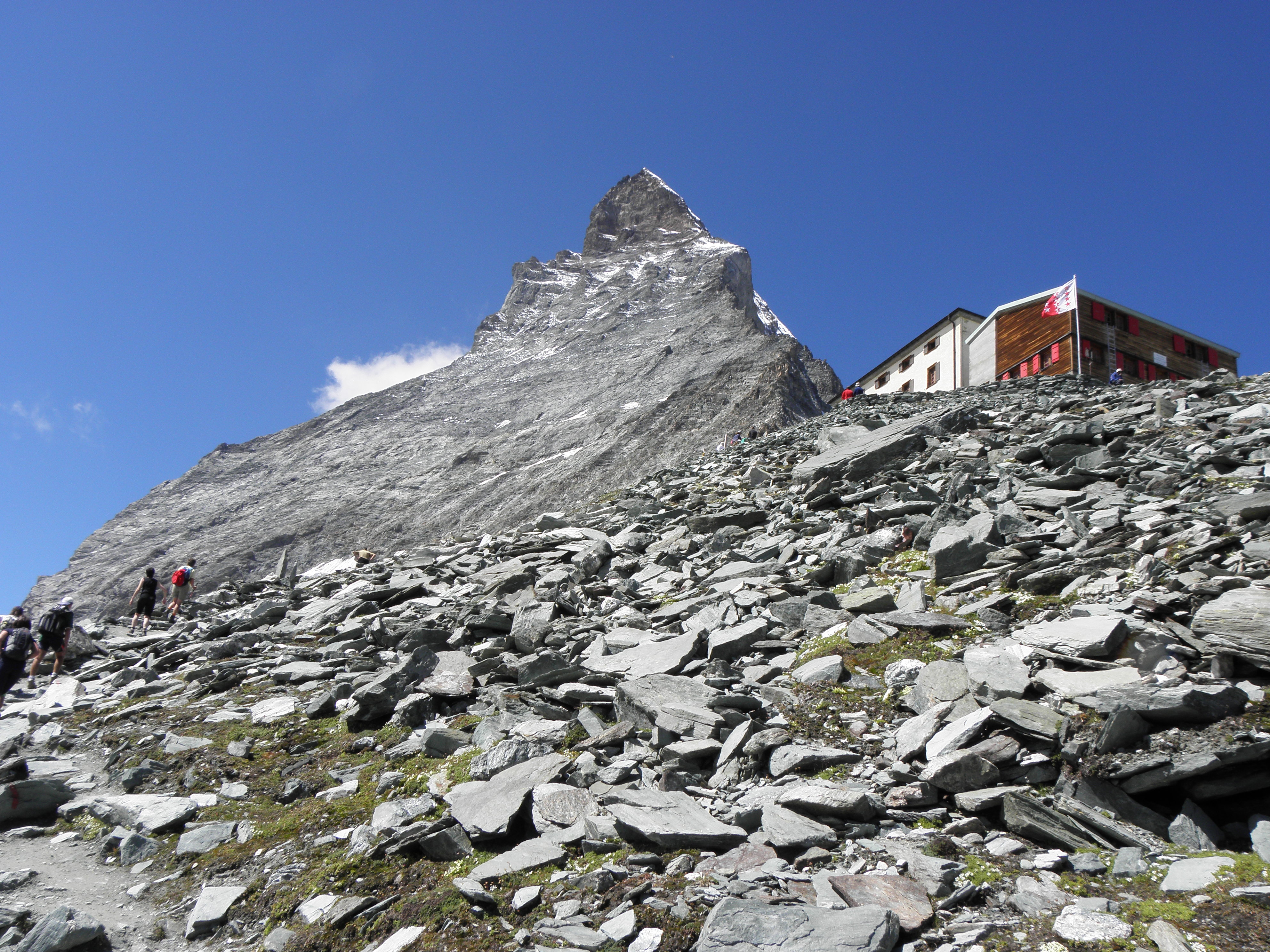
Blick auf das Matterhorn während des Aufstieges zur Hörnlihütte unterhalb des Hörnligrates (2009).
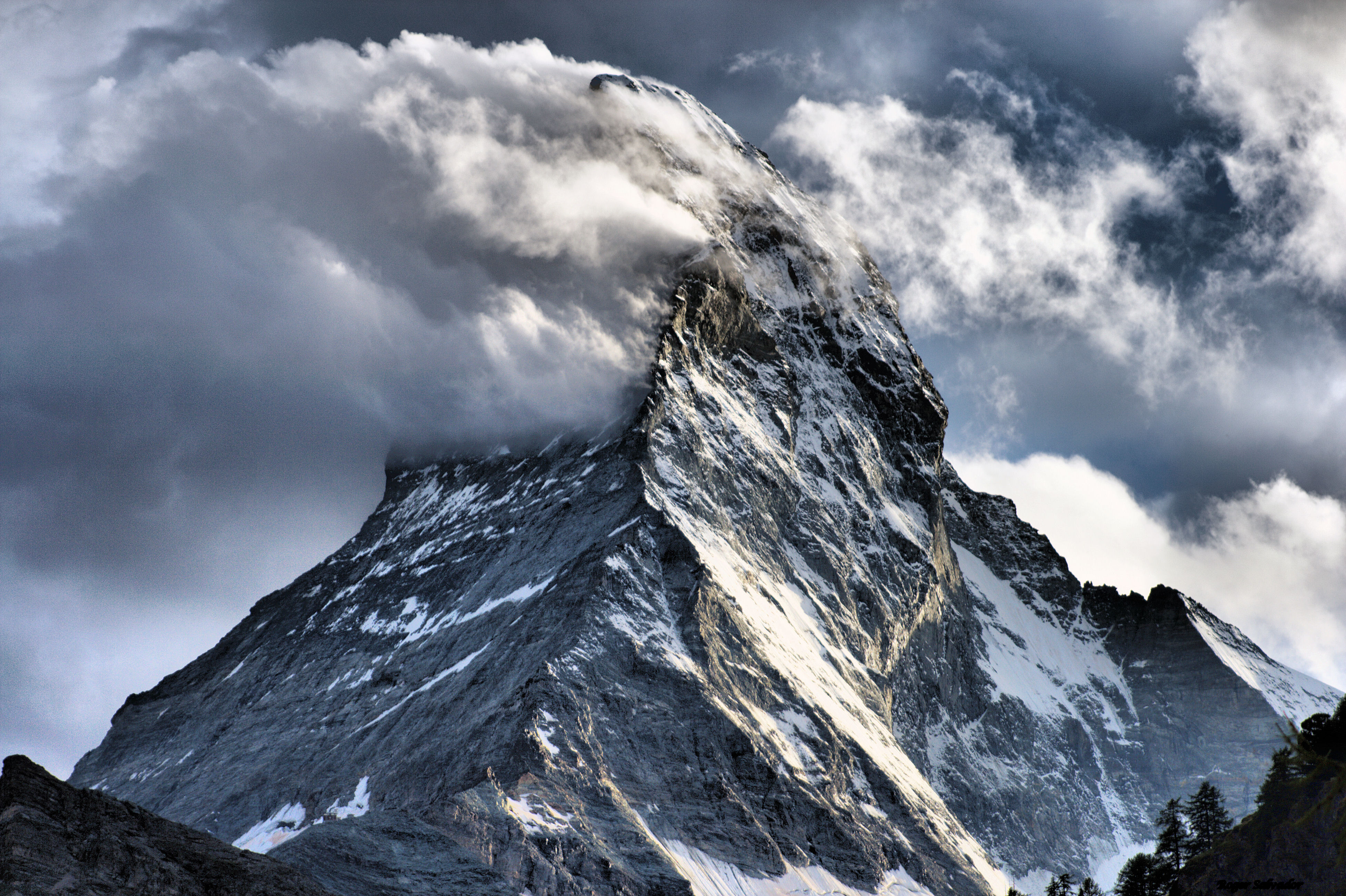
Typische Wolkenformation (2005)
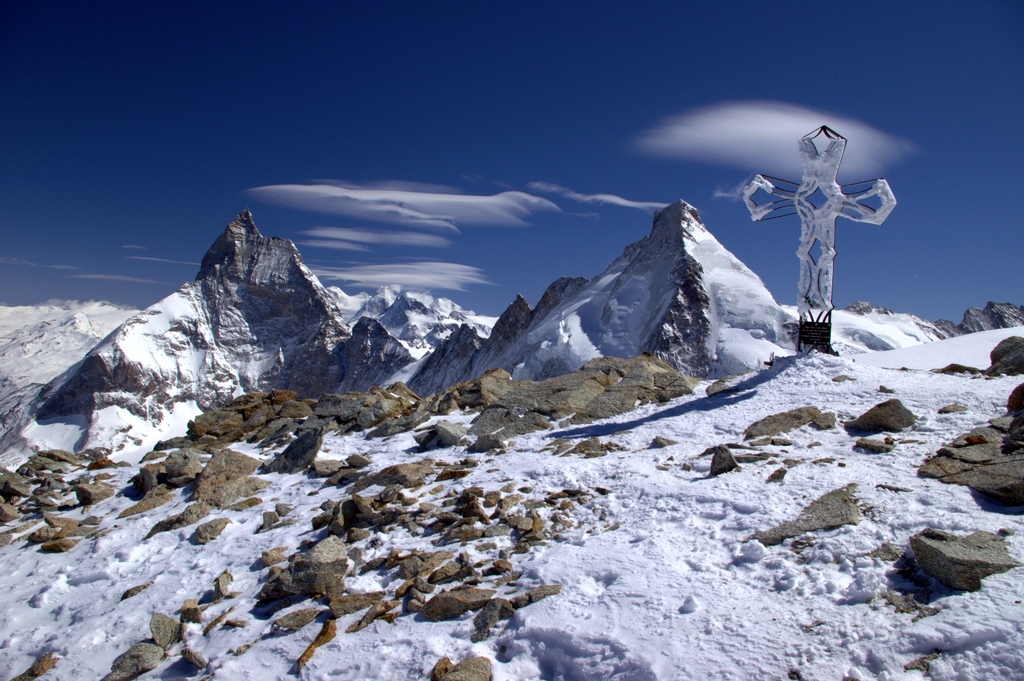
Blick auf Matterhorn und Dent d’Hérens von der Tête Blanche (2008)
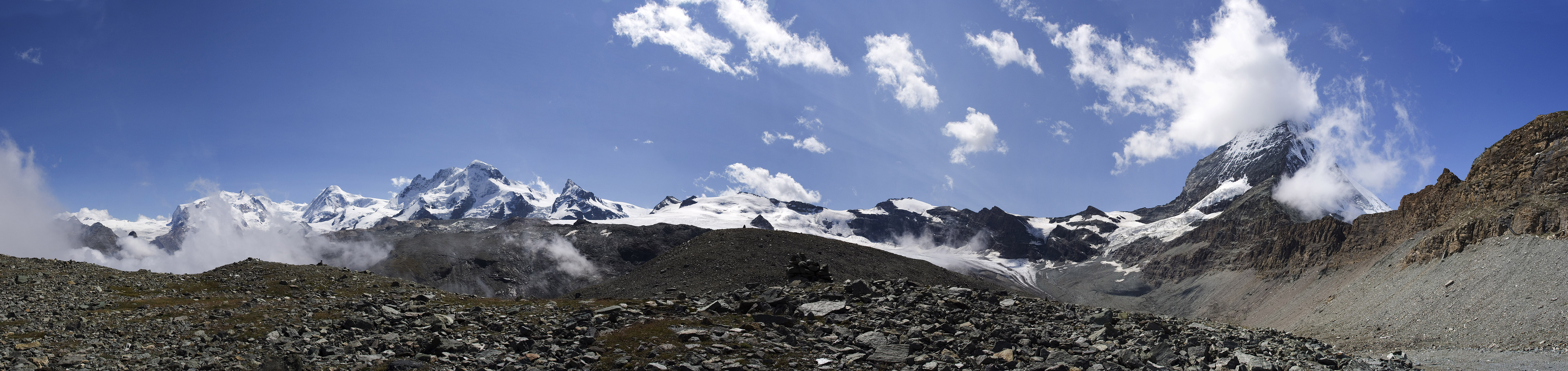
Panorama Matterhorn und Monte-Rosa-Gruppe (2008)
- Vom Gornergrat aus (2010).
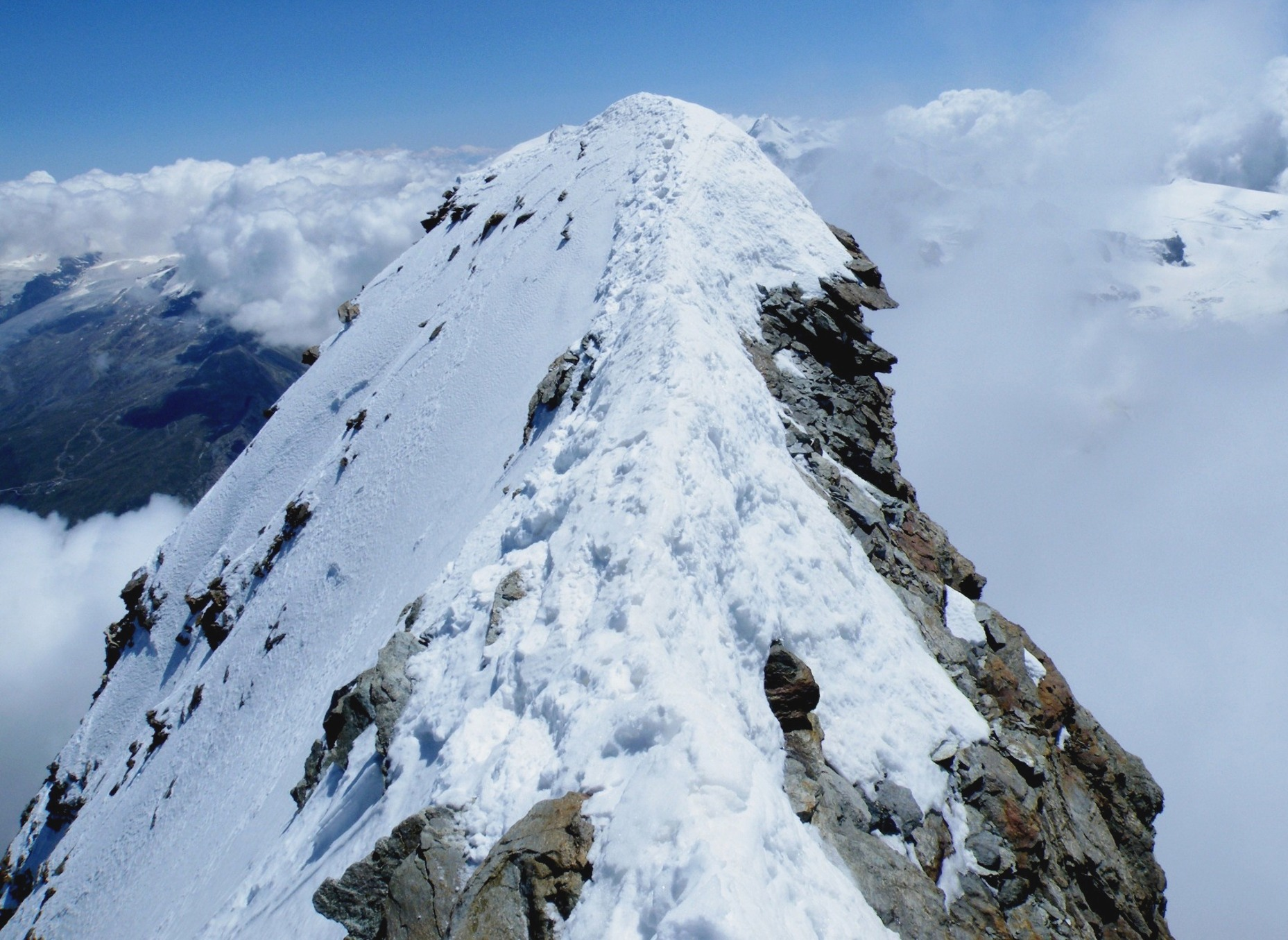
Schweizer Gipfel (2012)
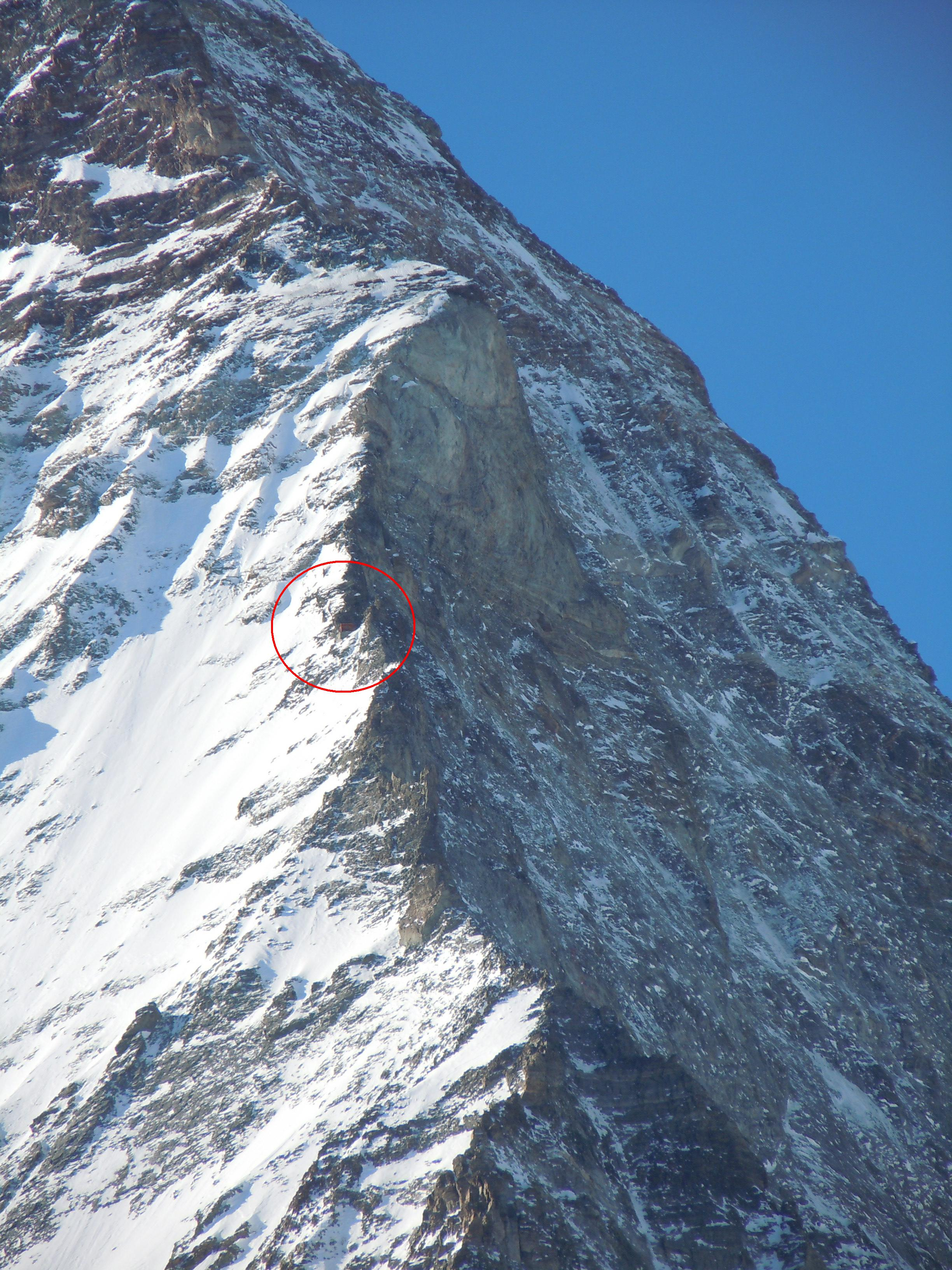
Die Solvayhütte auf dem Grat (2011)
Matterhorn, Ballonaufnahme von Eduard Spelterini, zwischen 1893 und 1924
1934
1933
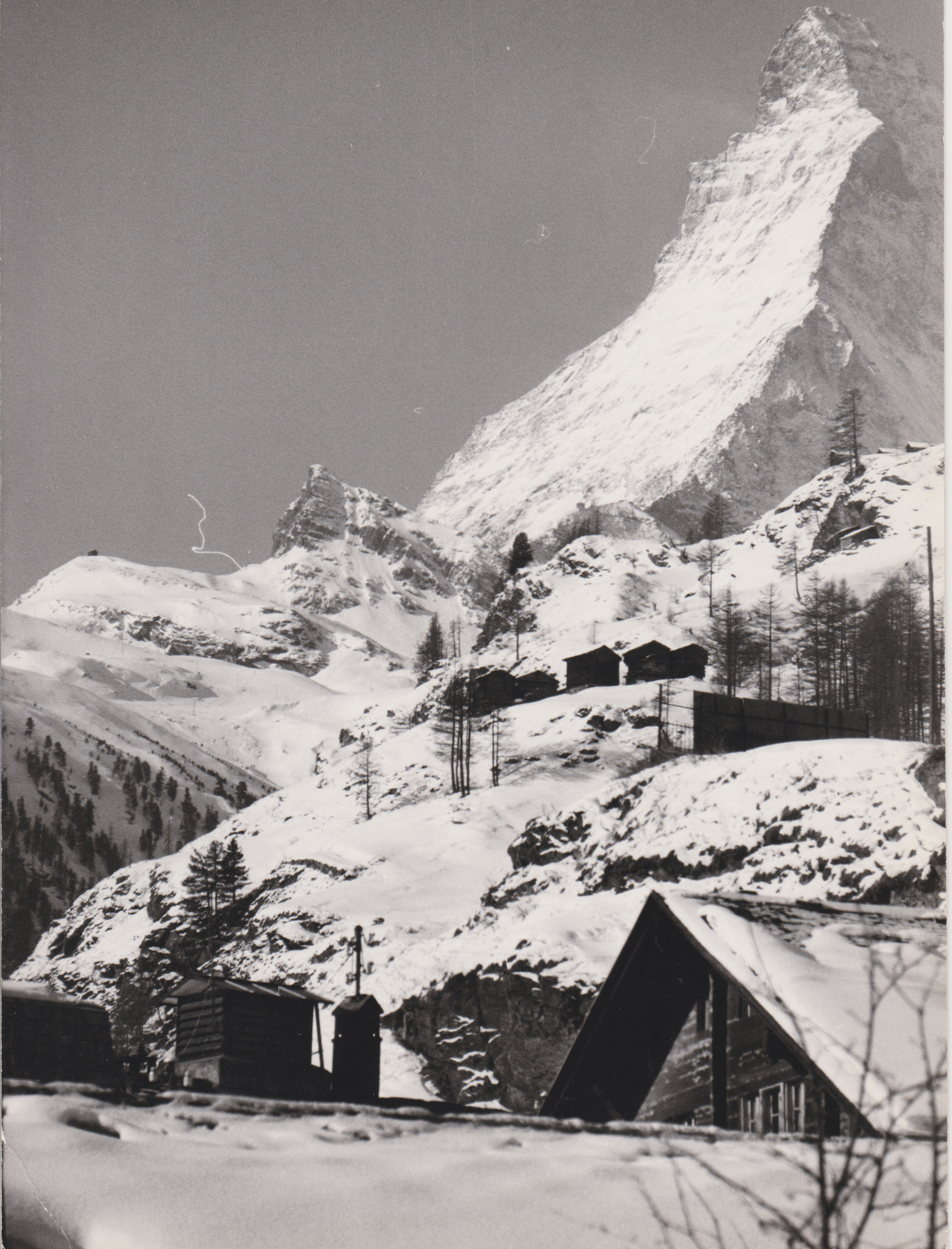
1966
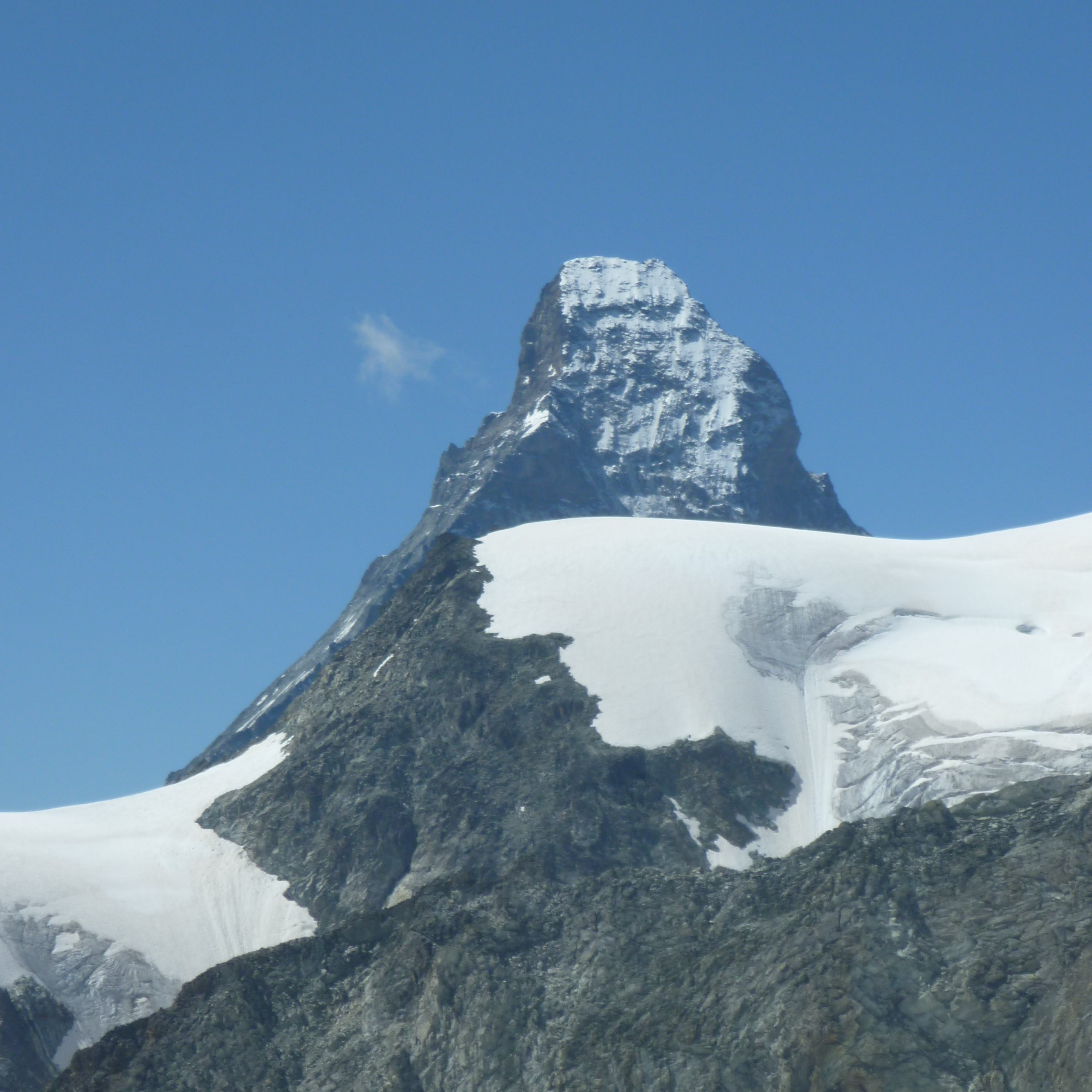
Von der Rothornhütte aus (2016)

## Sonstiges
- Der Genfer Maler Albert Gos, ein grosser Bewunderer des Hochgebirges, wurde gewissermassen zu einem «Hofmaler» des Matterhorns.
- Der markante pyramidenförmige Gipfelkopf animierte 1908 Theodor Tobler und seinen Cousin Emil Baumann, der Schweizer Schokolade «Toblerone» ihre markante Form zu geben.
- Der Walliser Schriftsteller Pierre Imhasly setzte 2005 in seinem Langgedicht Maithuna/Matterhorn dem Matterhorn ein literarisches Denkmal.
- Es ist der Namensgeber des 1951 gestarteten Projekt Matterhorn der Princeton University, dem Vorläufer des heutigen Princeton Plasma Physics Laboratory zur Erforschung von Kernfusion und ihrer Anwendungen. In Anlehnung an das Projekt gingen die Fusionsprojekte Wendelstein hervor.[34]
- 1959 wurde im Disneyland Resort in Kalifornien eine Nachbildung des Matterhorns im Massstab 1:100 eröffnet.
- Seit 2007 steht eine 5,98 Meter grosse Nachbildung des Matterhorns im Miniatur Wunderland in Hamburgs Speicherstadt.
- 1911 bestieg der deutsche Chemiker Otto Hahn, der spätere Entdecker der Kernspaltung und Nobelpreisträger, das Matterhorn und feierte auf dem Gipfel die erfolgreiche industrielle Herstellung von Radium 228 (Mesothorium I), das er bereits 1907 in Berlin entdeckt hatte.[35]
- Eine 1890 erstmals projektierte Matterhornbahn sollte in Fortsetzung der Visp-Zermatt-Bahn (Eröffnung 1891) von Zermatt aus ins Zentrum der Walliser Alpen führen – ein Zweig auf den Gornergrat (3135 m ü. M.), der andere auf das Matterhorn. Die Gornergratbahn wurde gebaut und am 20. August 1898 eröffnet; die Matterhornbahn dagegen wurde nie realisiert.
- 1950 plante Graf Dino Lora Totino eine Seilbahn von Cervinia zum Gipfel des Matterhorns. Daraufhin richtete das Alpine Museum in Zermatt einen Einspruch mit 90'000 Unterschriften an die italienische Regierung, die dem Protest stattgab und das Matterhorn zum schützenswerten Naturwunder erklärte.[36]
- 1988 geriet Reinhold Messner bei seiner Besteigung in Rage, als er hoch oben in der Matterhorn-Wand plötzlich einen von Art Furrer geführten Kiosk mit Souvenirs und Klatschpresse vorfand, und drohte, sich beim «Bürgermeister» zu beschweren.[37] Die Aktion war Teil der Sendung Verstehen Sie Spass? und gilt als eine der besten Episoden.[38][39]
- 2012 bestieg Miss Schweiz Linda Fäh, begleitet von ihrer Freundin Lorena Oliveri, zwei Bergführern und einem Kamerateam, den Gipfel. Die damals 24-jährige hatte 2009 im Rahmen der Miss-Schweiz-Wahl den berühmtesten Berg der Schweiz nicht erkannt und verstand die Aktion als Wiedergutmachung.[40]
- 2014 veranstaltete der Milliardär Richard Branson das Charity-Event Virgin Strive Challenge per Fahrrad, Kanu und zu Fuss von London bis aufs Matterhorn. Sein Sohn Sam erreichte, begleitet von zwei Bergführern, mit stechenden Kopfschmerzen und vollkommen desorientiert den Gipfel und musste per Helikopter zu Tal geflogen werden. «Virgin»-Gründer Branson beobachtete die Ereignisse aus einem Helikopter.[41]
- 2015 und 2025 wurde zum 150- bzw. 160-jährigen Jubiläum der Erstbesteigung am Riffelhorn (Gorrnergrat) das Stück 'The Matterhorn Story' der Autorin Livia Anne Richard unter Regie derselben aufgeführt.[42]
- 2017 drehte Dani Felber im Smoking und mit seiner Trompete ein Video zu seiner emotionalen Komposition Wo bist du? Du fehlst!.[43][44]
- 2017 warb die Nürnberger Ortsgruppe der Partei Alternative für Deutschland im deutschen Bundestagswahlkampf 2017 für eine bessere Ärzteversorgung im ländlichen Raum mit einem Internet-Wahlplakat, auf dem das Matterhorn zu sehen war, mit dem Spruch: Hol dir dein Land zurück.[45]
- Von März 2018 bis Oktober 2019 hing im 100 Meter hohen Luftraum des Gasometers in Oberhausen eine Nachbildung des Matterhorns kopfüber von der Decke und wurde von mehreren Beamern mithilfe einer 3D-Projektion in Szene gesetzt.[46]
- Die Ama Dablam, ein 6814 m hoher Berg im Himalaya, wird wegen ihrer Form auch ‹Matterhorn Nepals› genannt.